# Keizerzaal (Maastricht)
De Keizerzaal van de Sint-Servaasbasiliek, ook wel Hoogzaal genoemd, is een romaanse zaal op de bovenverdieping van het westwerk van de Sint-Servaasbasiliek in de Nederlandse stad Maastricht. De imposante maar onvoltooide zaal dateert uit de twaalfde eeuw, maar de benaming "Keizerzaal" is pas vanaf de negentiende eeuw gangbaar. Of de ruimte ooit gebruikt is voor koninklijke of keizerlijke ontvangsten is niet bekend.

## Geschiedenis
In de negentiende eeuw meende men dat het westwerk en de Keizerzaal uit de Karolingische tijd stamden, maar daarvoor is geen bewijs voorhanden en evenmin wijst de architectuur op die periode. Bouwkundig onderzoek heeft aan het licht gebracht dat de bouw van het westwerk begon in het eerste kwart van de elfde eeuw. Het is onwaarschijnlijk dat de kerk die in 1039 in aanwezigheid van keizer Hendrik III en twaalf bisschoppen werd gewijd, al een volwaardig westwerk bezat. Zeker is dat tijdens de bouwcampagne van proost Humbertus (ca. 1050-1086) "drie kapellen aan de zijkanten en eentje aan de westzijde" (capellis III. lateralibus [et] una occidentali) tot stand kwamen, maar welke vorm die westelijke kapel had is niet bekend. Waarschijnlijk werd het westwerk pas rond het midden van de twaalfde eeuw voltooid, tijdens het proostschap van Arnold van Wied, de periode waarin ook de westwerkkapitelen tot stand kwamen. Deze datering wordt bevestigd door het feit dat het westwerk van de Luikse Sint-Bartolomeüskerk, dat een imitatie is van dat van de Sint-Servaas, rond 1160 voltooid werd.
Het feit dat de Keizerzaal een onafgewerkte indruk maakt (het gewelf en de wanden zijn onversierd gebleven; de tegelvloeren, zuilen en kapitelen zijn neoromaans) zou verband houden met het feit dat de opvolger van Arnold van Wied, Gerard van Are, in tegenstelling tot zijn voorgangers, geen aartskanselier was. Keizer Frederik I Barbarossa hield persoonlijk zijn benoeming tot aartsbisschop van Keulen tegen, wellicht een reden voor Van Are om weinig aandacht te schenken aan de voltooiing van de Maastrichtse Keizerzaal.

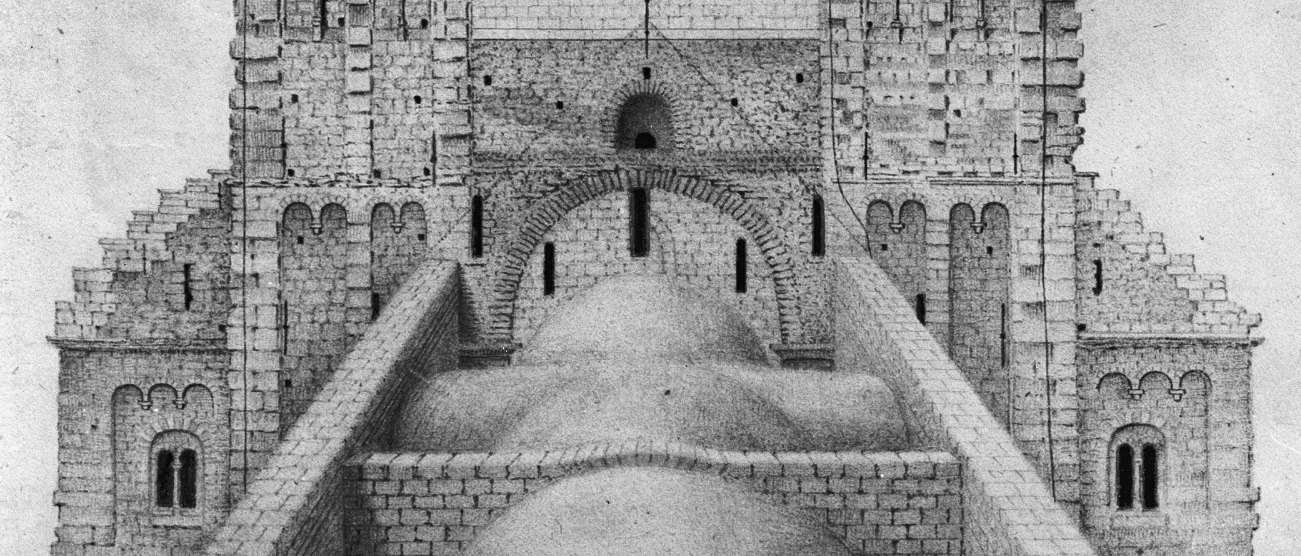
19e-eeuwse tekening van het westwerk en het gewelf. Onder het opengewerkte dak is de dichtgemetselde gordelboog van de Keizerzaal te zien. Daarboven de lichtopening naar de koepel

De bouw van het gotisch gewelf boven de middenbeuk, de zijbeuken en het dwarsschip in de vijftiende eeuw had grote invloed op de architectuur van de Keizerzaal. Voor die tijd was de kerk gedekt met een vlakke houten zoldering of een open balkenplafond, dat hoger reikte dan de open arcade in de oostwand van de Keizerzaal. Het spits toelopend gotisch gewelf sneed een deel van die arcade af. Alleen het middendeel behield het zicht op de kerk en het priesterkoor. De arcade verdween, enkele kapitelen werden elders hergebruikt en de oostwand van de Keizerzaal werd dichtgemetseld met mergelblokken. De kunsthistoricus E.O.M. van Nispen tot Sevenaer vermoedde dat het verdwijnen van de arcade al eerder plaatsvond.

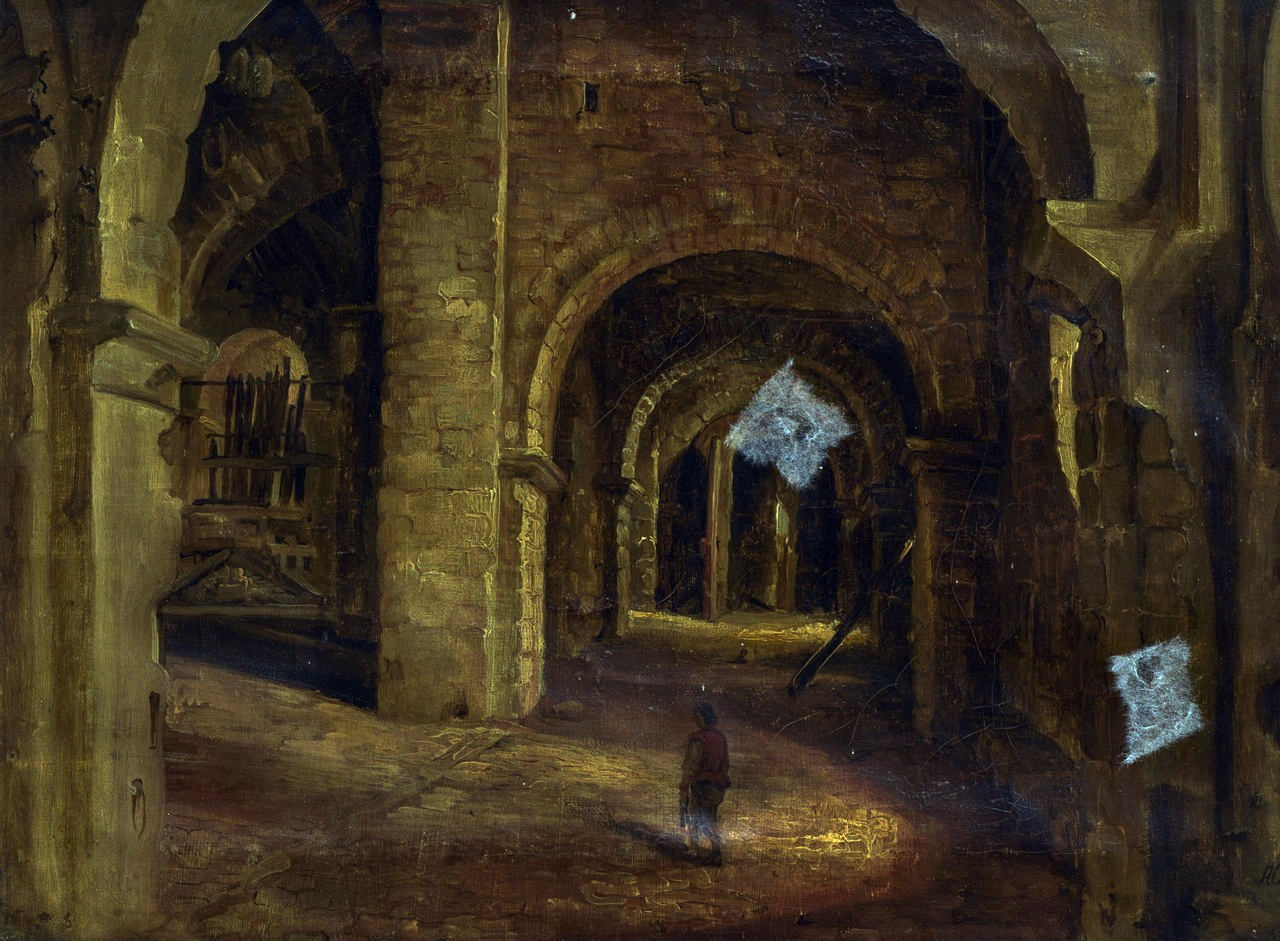
19e-eeuws schilderij van de Keizerzaal door Alexander Schaepkens

Over het gebruik van de keizerzaal is vrijwel niets bekend. De zaal wordt niet genoemd in de Ordinarius Chori van de kerk, een middeleeuws liturgisch handboek, wat betekent dat de Keizerzaal geen belangrijke liturgische functie vervulde. Een moeilijk te interpreteren overblijfsel van wat mogelijk een vroegere bestemming was, is het restant van een afsluitboom tussen de zuidbeuk en de zuidelijke galerij. In de negentiende eeuw maakte de ruimte een vervallen indruk. Tussen 1880 en 1887 werd het westwerk door architect Pierre Cuypers en zijn opzichter J.S. Strik gerestaureerd. Cuypers verving de barokke westwerkbekroning door drie torens, waarvan de hoge middentoren het meest in het oog sprong. In de Keizerzaal werden de op zuilen rustende tussenbogen herbouwd, die meehelpen de koepel te dragen.
De Keizerzaal wordt tegenwoordig soms gebruikt voor concerten (onder andere tijdens Musica Sacra), maar is door de hoge ligging in de westbouw, de afwezigheid van een lift en de vrij smalle trappen moeilijk bereikbaar. De zaal is alleen te bezoeken onder begeleiding van een gids.

## Beschrijving

### Exterieur
Het westwerk van de Sint-Servaasbasiliek bestaat uit een grote, rechthoekige onderbouw van drie verdiepingen met daarop twee torens. Het bouwwerk is in romaanse stijl opgetrokken uit kolenzandsteen. De drie horizontale gevelzones nemen naar boven toe in hoogte af en zijn voorzien van spaarvelden met lisenen en boogfriesen. In de bovenste zone, waar zich de Keizerzaal bevindt, bestaan de boogfriesen in het midden uit drie, aan de zijkanten uit vier boogjes, die telkens op kraagsteentjes rusten. De kroonlijst boven deze boogfries draagt tevens de dakgoot. In de westgevel bevinden zich op dit niveau vijf oculusvensters op rij; bij de hoeken zijn slechts lichtspleten aanwezig. Boven de middelste oculus is een stenen dakkapel ("dwerghuis") aangebracht met een groot vierpasvenster. Aan de noord- en zuidkant bevinden zich drie tweelichtvensters met deelzuiltjes en teerlingkapitelen. In de oostgevel, waar het gotisch gewelf tegenaan gebouwd is, bevinden zich twee tweelichtvensters dicht bij de hoeken. In deze gevel bevindt zich tevens een lichtopening, die sinds de vijftiende eeuw onder het dak van de middenbeuk is verborgen. De trechtervormige opening mondt uit in een ronde opening in de koepel van de Keizerzaal (zie tekening hierboven).

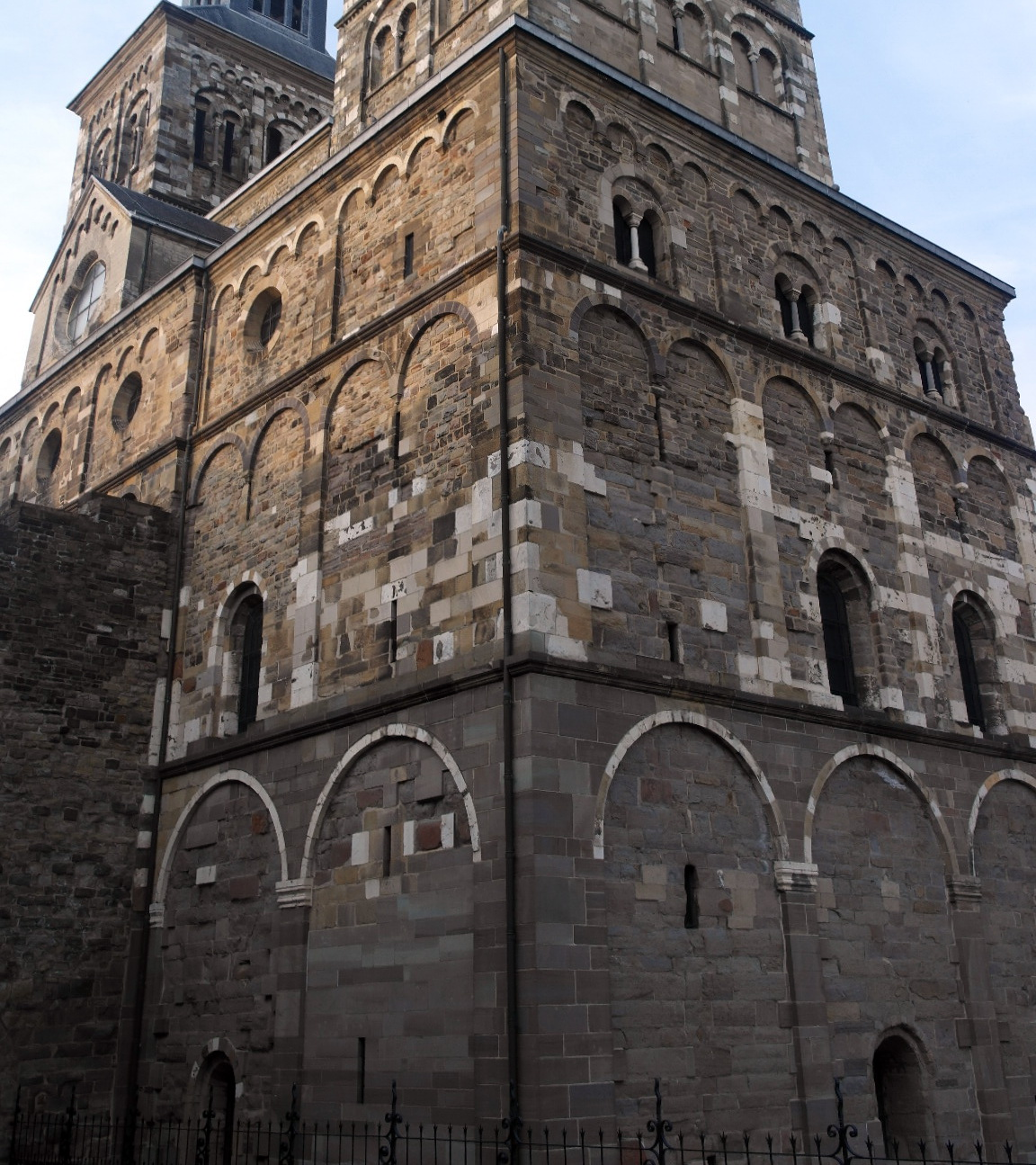
Westwerk uit het zuidwesten met bovenin de Keizerzaal
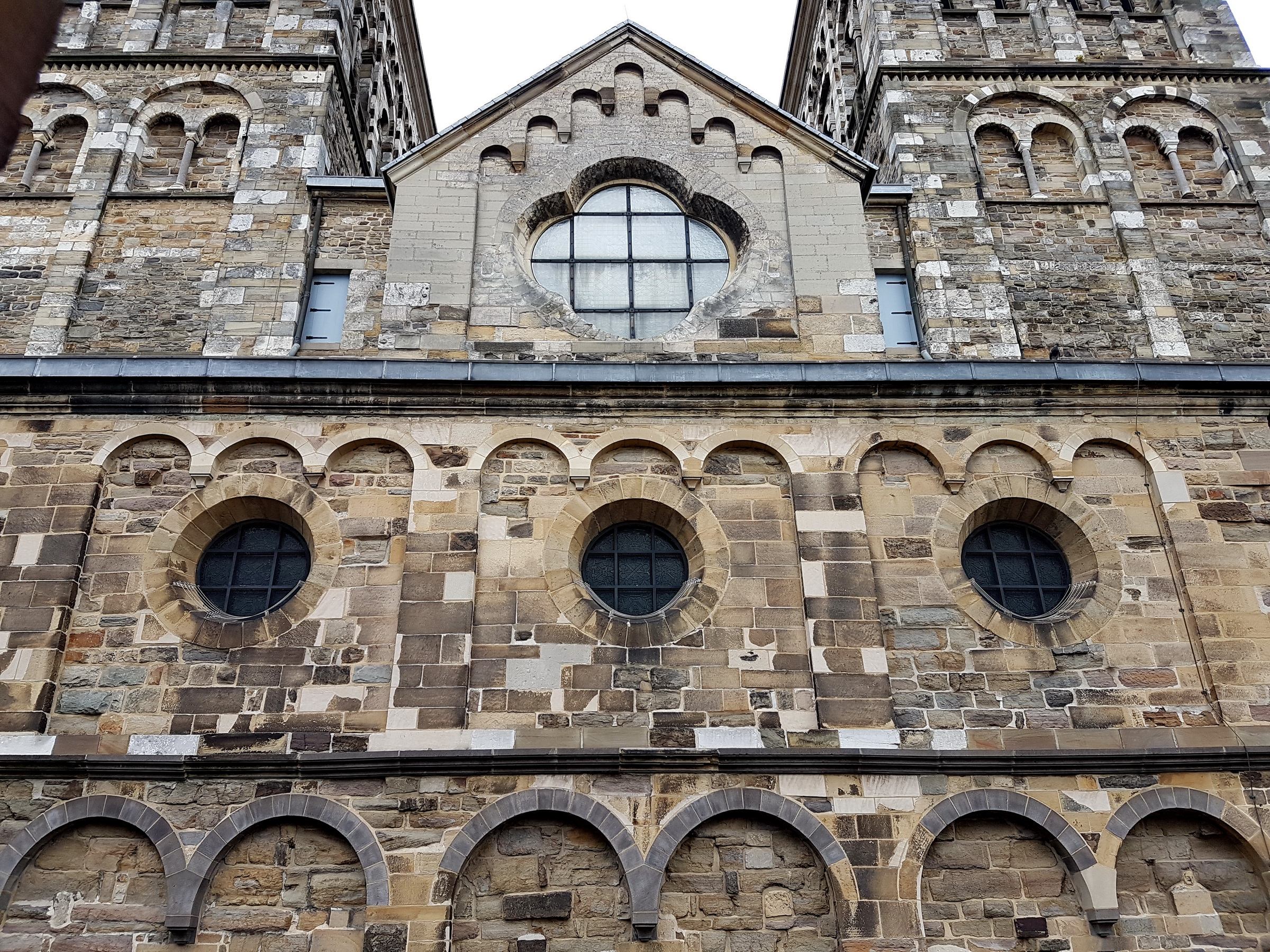
Westgevel met oculusramen en vierpasvenster
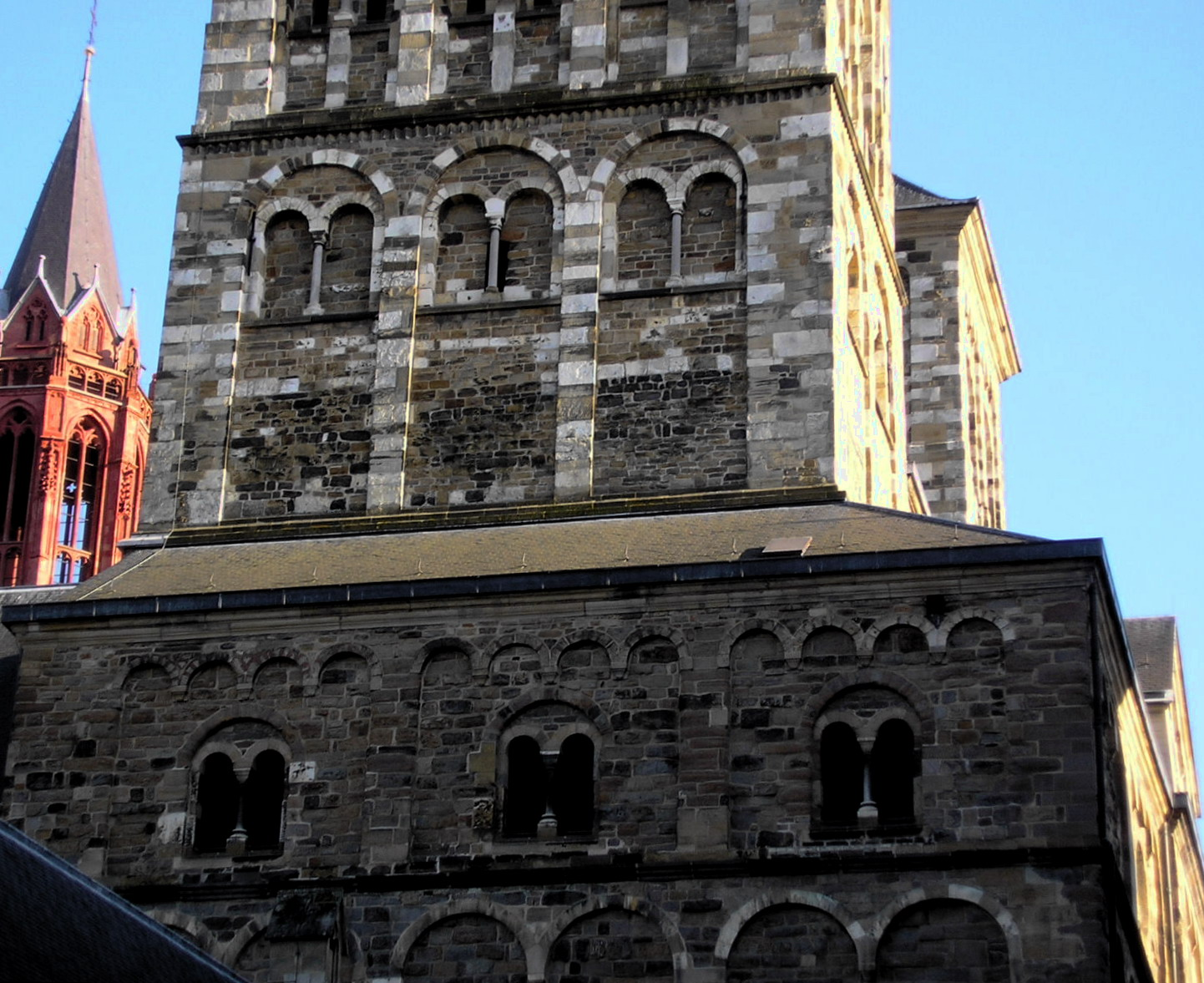
Noordgevel en noordelijke westwerktoren
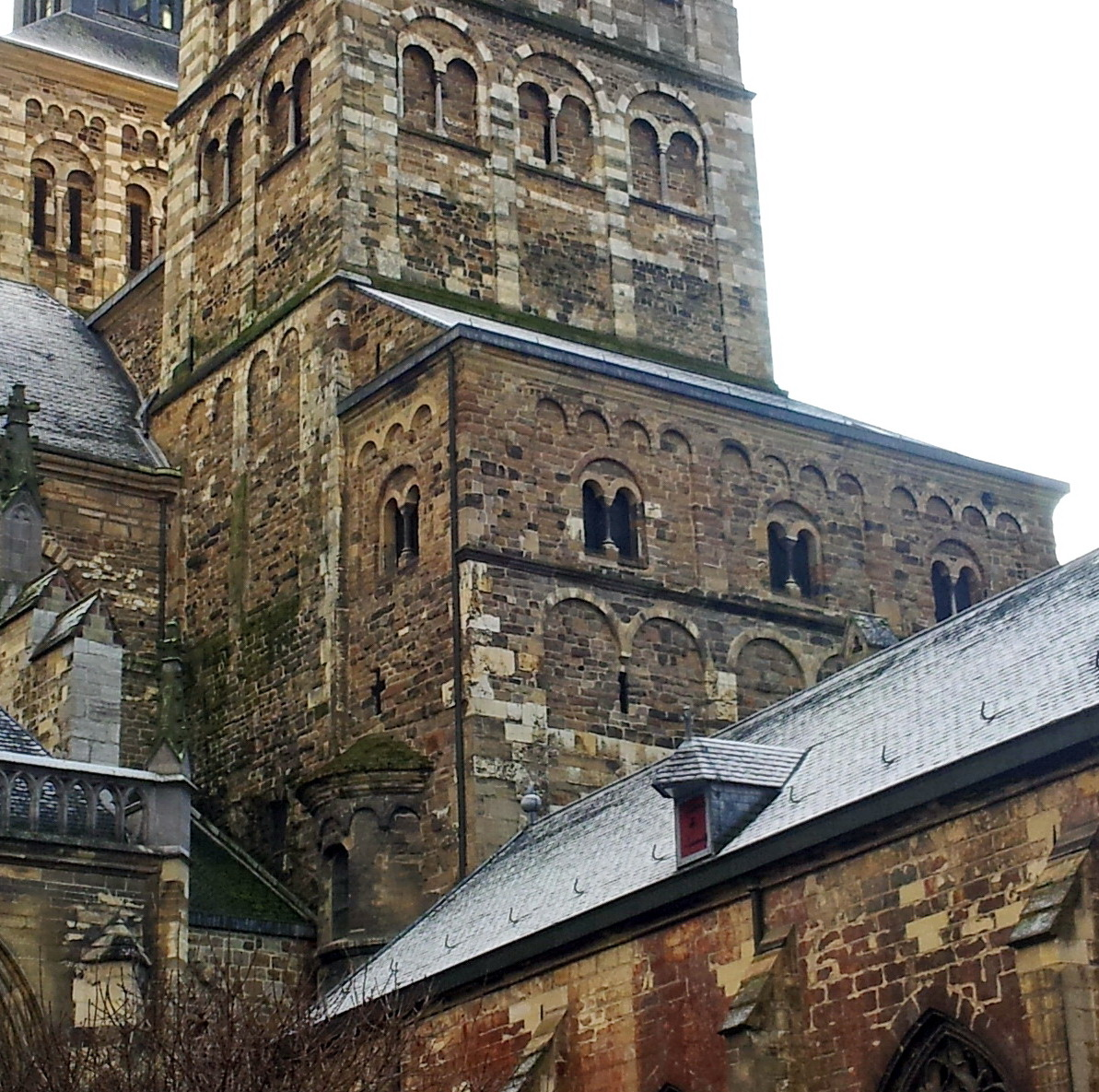
Zicht op de noordoostzijde vanaf de pandhof

### Interieur

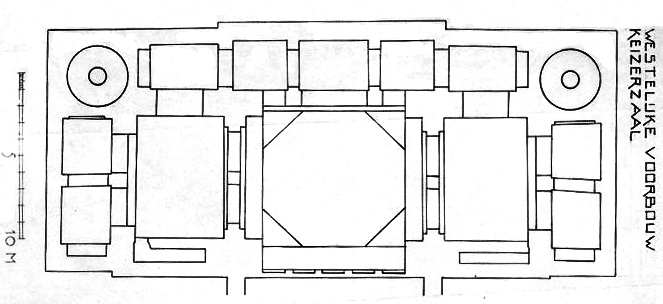
Plattegrond van de Keizerzaal

De indeling van de Keizerzaal correspondeert met die van de begane grond van het westwerk: een hoge, centrale ruimte (de middenbeuk) met twee zijruimtes (de zijbeuken) en daaromheen elf bijna vierkante ruimtes, die de galerijen en trappenhuizen vormen. De vierkante trappenhuizen (met daarin ronde wenteltrappen) bevinden zich op de noordwestelijke en zuidwestelijke hoeken en vormen een onderbreking tussen de drie galerijvleugels die de centrale hal omgeven. De vloer van de middenbeuk en de westelijke galerij ligt iets hoger dan die van de zijbeuken en aansluitende galerijen. De vloertegels zijn in geometrische patronen in vier kleuren gelegd en dateren uit de tijd van Cuypers.

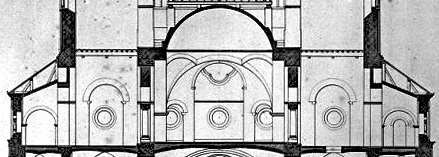
Noordzuid-doorsnede

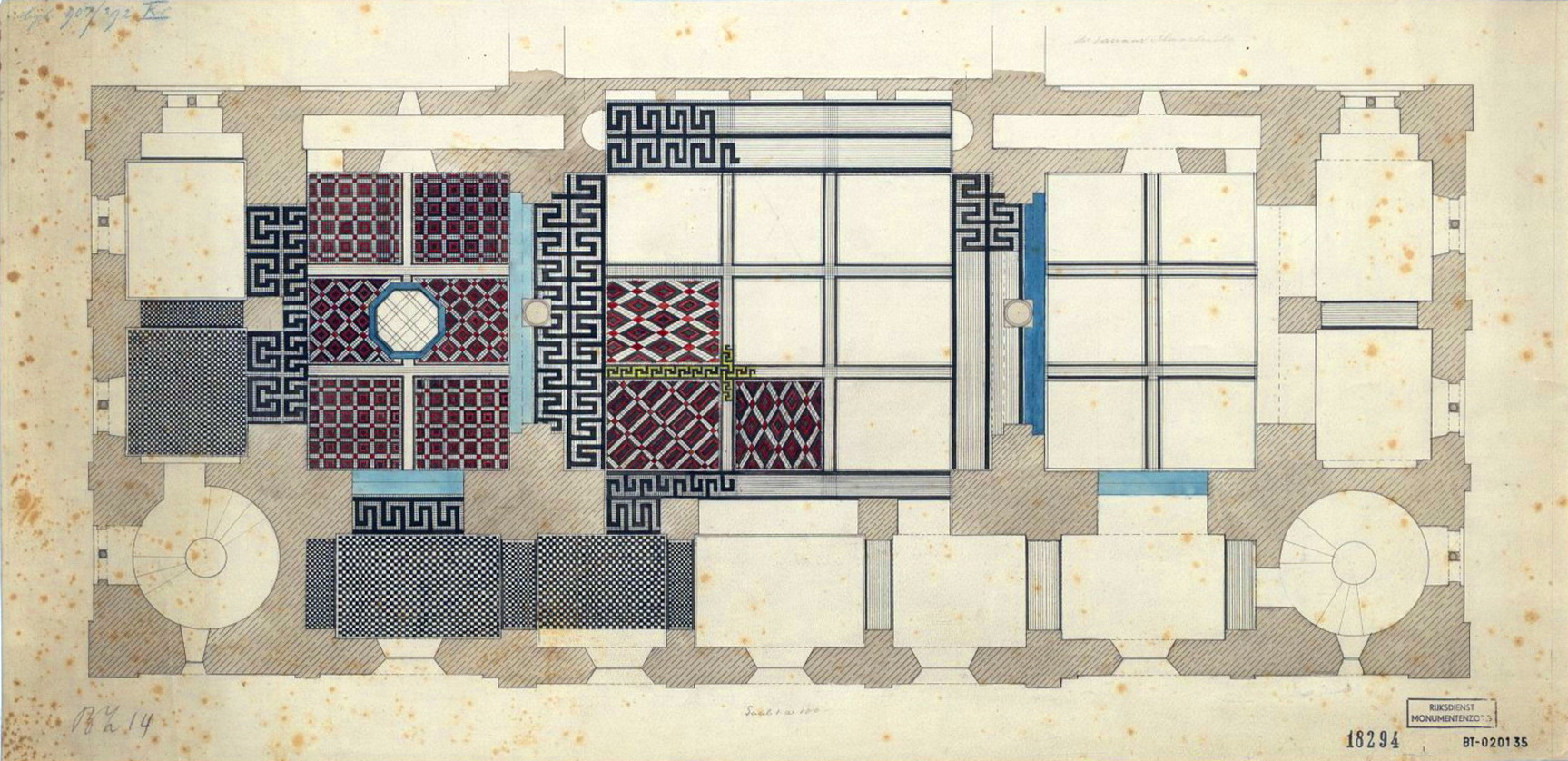
Ontwerp tegelvloer, ca. 1880

#### Middenbeuk
De middenbeuk van de Keizerzaal meet circa 860 cm (noord-zuid) bij 825 cm (oost-west). Het grote koepelgewelf rust op vier gordelbogen die op vier hoofdpijlers steunen. De ruimte tussen de gordelbogen wordt door segmentbogen ingevuld, waardoor het koepelgewelf extra steunpunten heeft. De gordel- en segmentbogen bestaan uit donkere kolenzandsteen afgewisseld met lichte mergelblokken. De koepel zelf bestaat uit mergel. Aan de oostzijde bevindt zich een trechtervormige opening, die vroeger boven het dak van het kerkschip uitkwam.
De middenbeuk ontvangt het meeste licht van de westzijde, vooral door het hoge vierpasvenster. Aan deze zijde van de zaal bevinden zich binnen de grote gordelboog drie kleinere bogen, die op onversierde pijlers rusten. De middelste van deze drie bogen is hoger en breder (circa 410 cm), zoals dat ook bij de troonloge op de galerijverdieping het geval is. Aan de noord- en zuidzijde bestaat de gordelboog uit een binnen- en buitenboog, waarvan de binnenste ondersteund wordt door twee kleinere bogen die op een negentiende-eeuwse zuil met een neoromaans kapiteel rusten.
De oostwand van de middenbeuk, waarin zich tot de vijftiende eeuw een open arcade bevond, wordt gevormd door een dunne muur van mergel binnen een gordelboog. In de gordelboog bevindt zich aan beide zijden dicht bij de vloer een diepe nis. De blinde arcade dateert uit de tijd van Cuypers en herinnert aan de veronderstelde oersituatie. In twee van de vijf blinde bogen van deze arcade is een modern raampje aangebracht waardoor men een blik in de kerk kan werpen, om zo het uitzicht te ervaren dat men vanaf deze plek had in de hoge middeleeuwen. Boven de blinde arcade bevinden zich drie oudere rondboogopeningen, die wellicht ooit toegang gaven tot het dak. Twee daarvan zijn tegenwoordig dichtgemetseld. De derde is bereikbaar via een houten trapje en geeft toegang tot het gewelf boven het kerkschip.

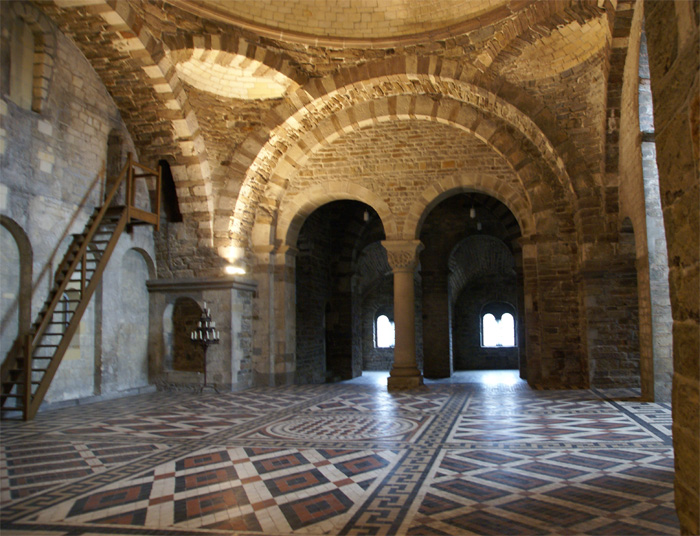
Overzicht middenbeuk
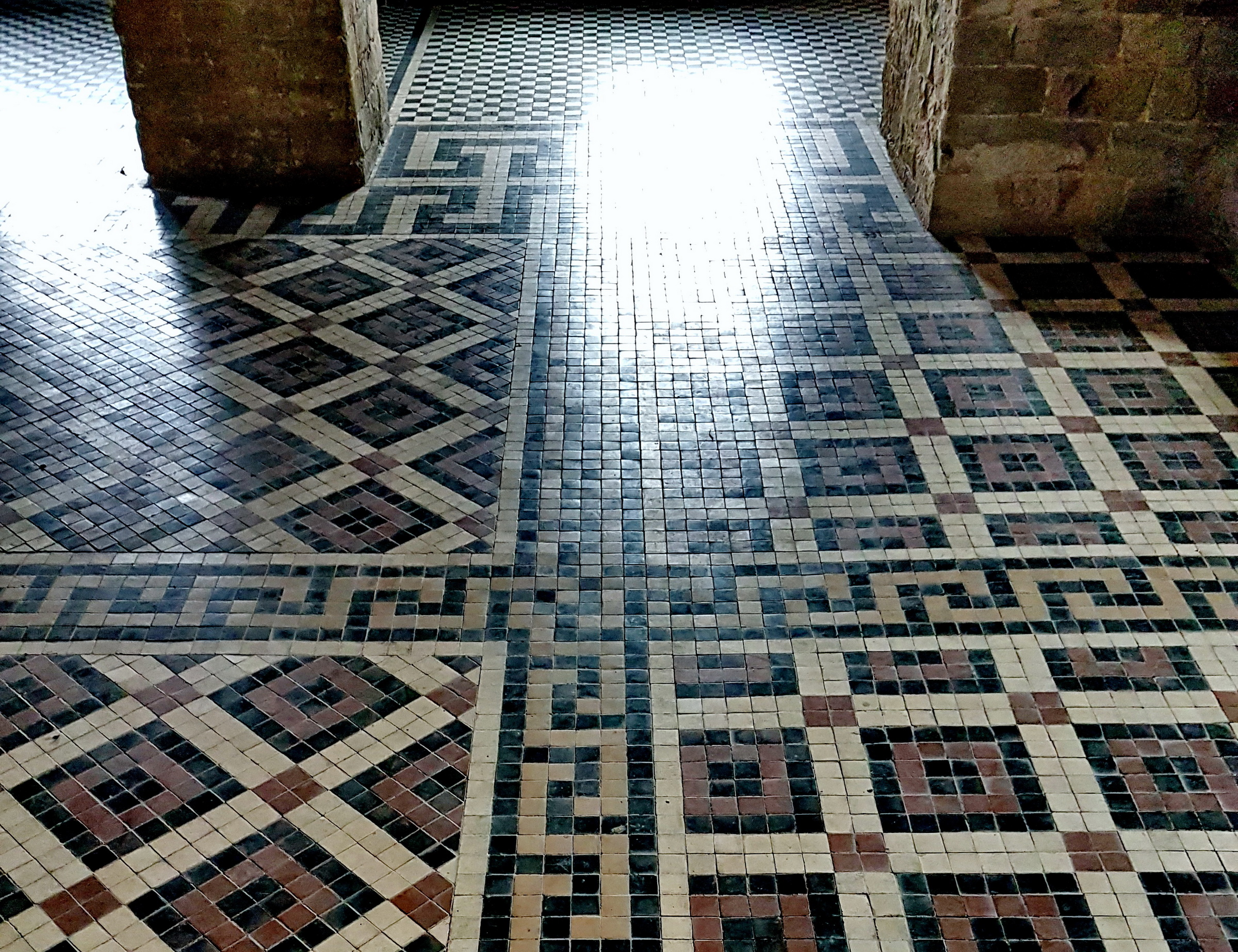
19e-eeuwse tegelvloer
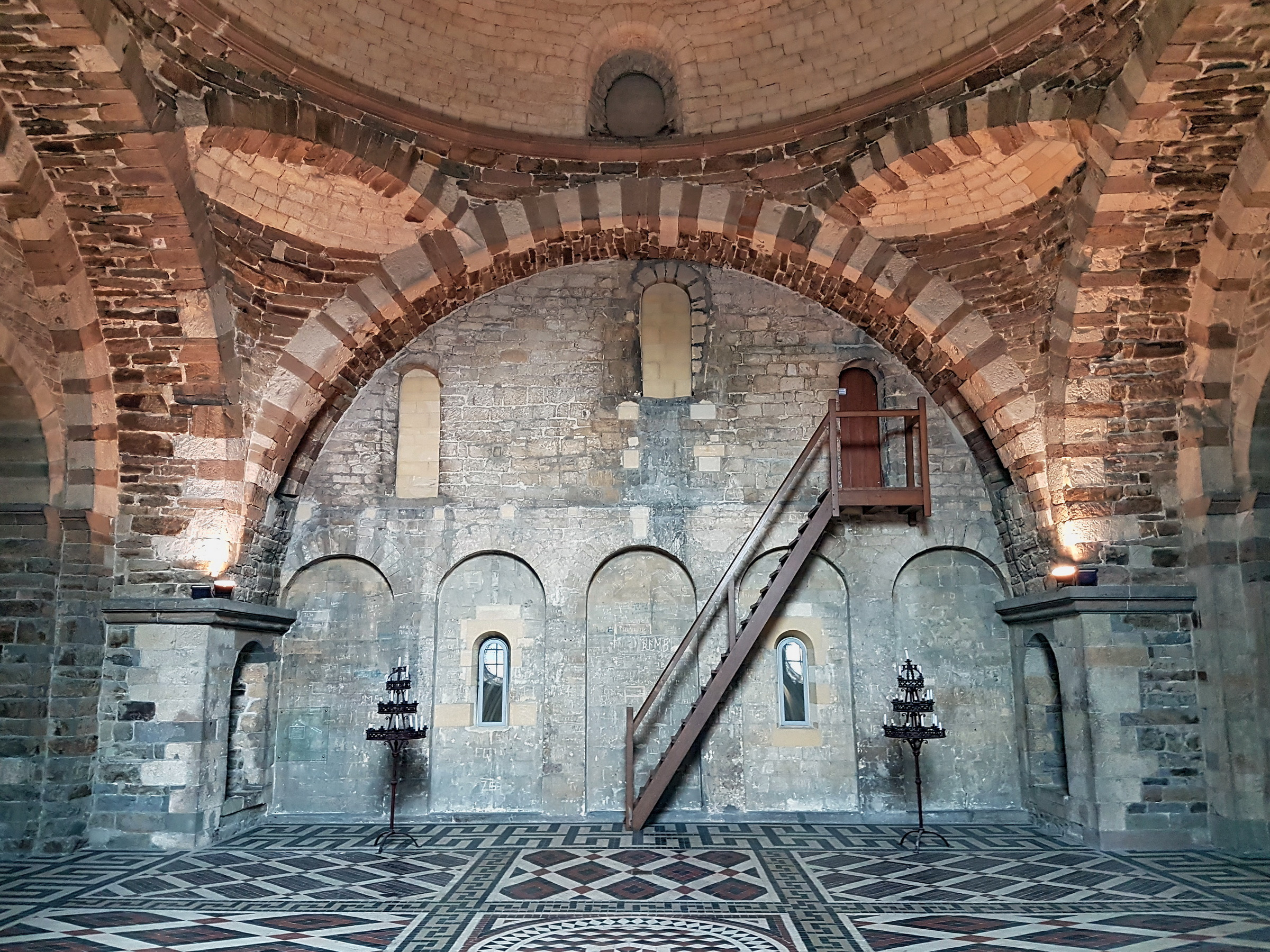
Oostmuur met blinde arcade
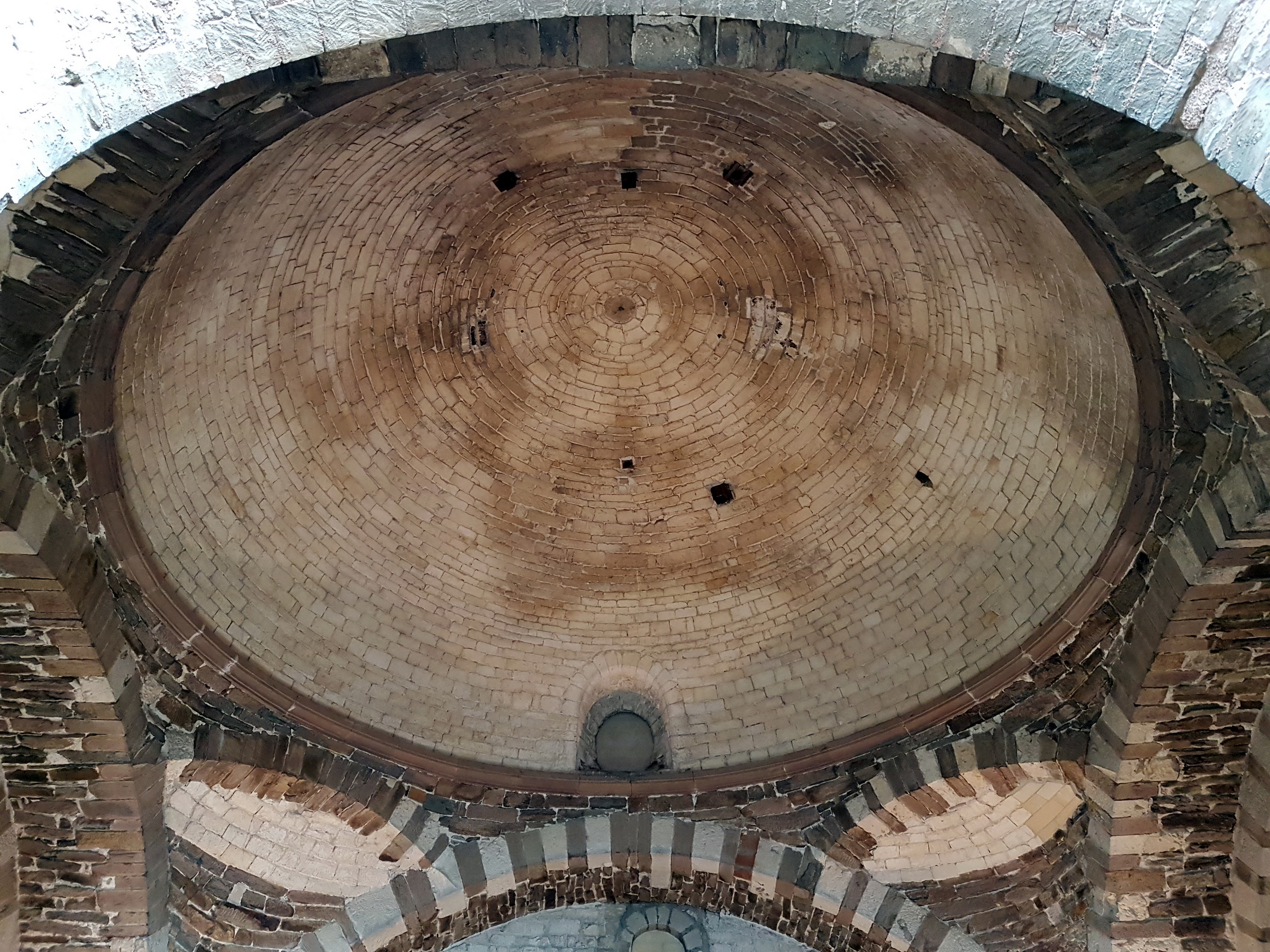
Koepelgewelf

#### Zijbeuken
De zijbeuken staan in open verbinding met de middenbeuk en de galerijen. De overgangen met de middenbeuken worden gemarkeerd door de eerdergenoemde gordelbogen met daarbinnen dubbele bogen op ronde zuilen met kapitelen. Deze constructie is in de negentiende eeuw vernieuwd. Tussen de zijbeuken en de zuidelijke en noordelijke galerijen bevinden zich eveneens dubbele bogen, maar deze rusten op vierkante pijlers zonder kapitelen. De oostwanden van de zijbeuken bestaan uit binnen- en buitenmuren. In de dikte van de muren zijn twee ongeveer 70 cm brede trappen uitgespaard, die over de scheimuren van midden- en zijbeuken tot boven de koepel voeren. Vensters in de buitenmuur brengen licht op de trappen en via vensters in de binnenmuren tevens in de zijbeuken.
De afmetingen van de noordelijke beuk bedragen ongeveer 740 x 500 cm. De zuidelijke beuk is iets breder: circa 740 x 530 cm. De zijbeuken hebben een vlakke houten zoldering. Hierboven bevinden zich de westwerktorens. In de betegelde vloer van de noordbeuk bevindt zich een rond luik, dat waarschijnlijk de opening voor de klokkentouwen afdicht.

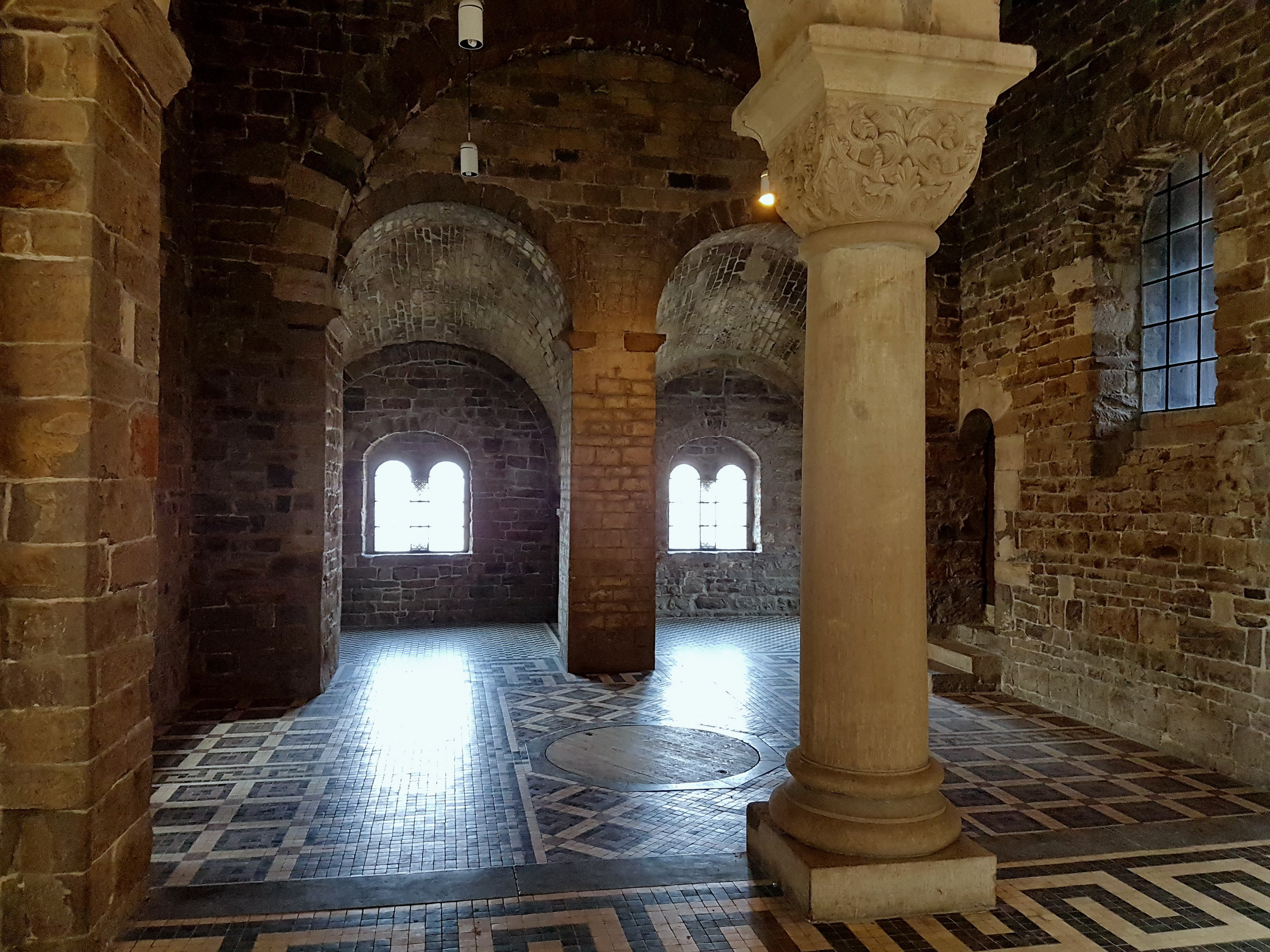
Noordbeuk naar het noorden
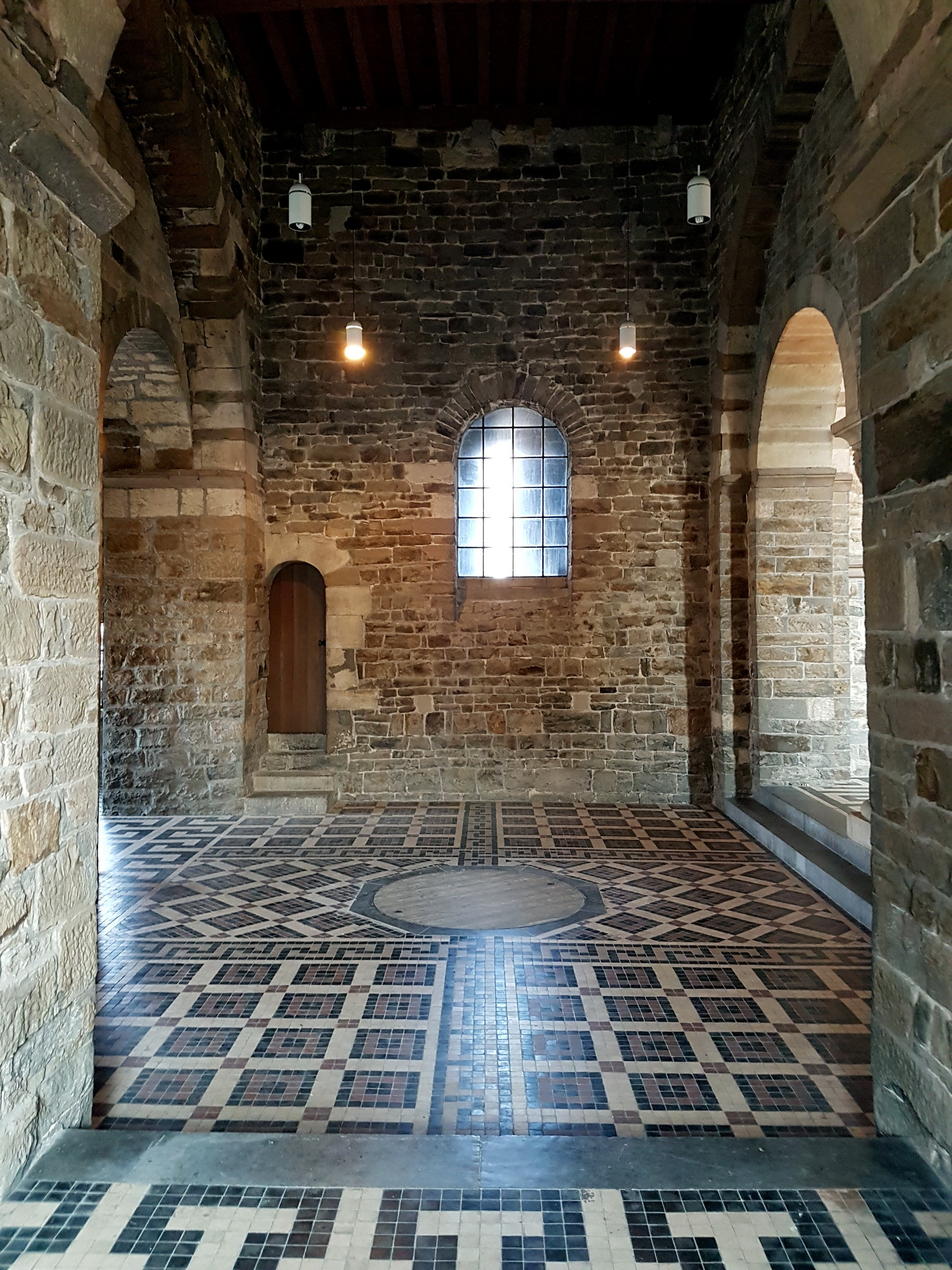
Noordbeuk naar het oosten
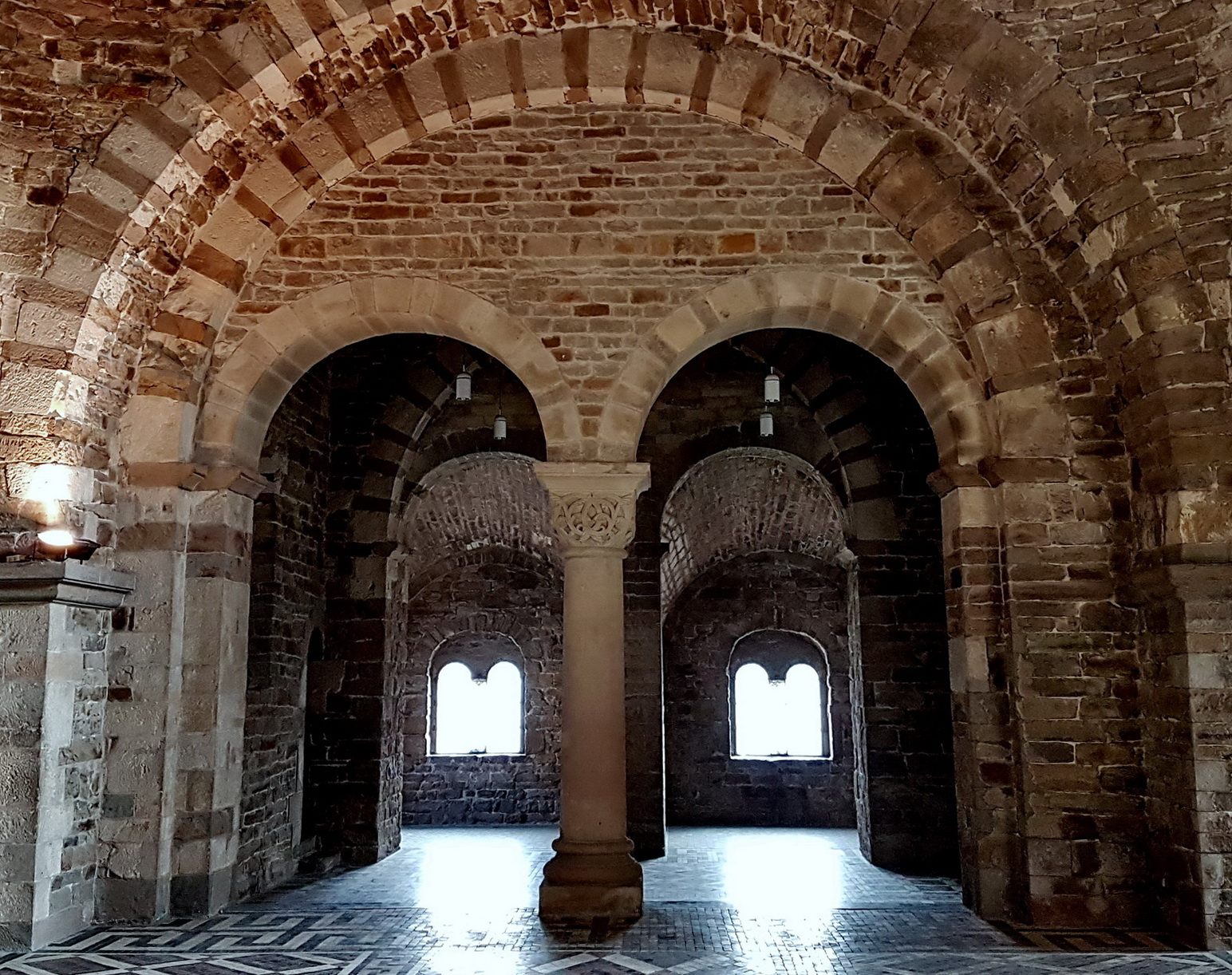
Zuidbeuk naar het zuiden
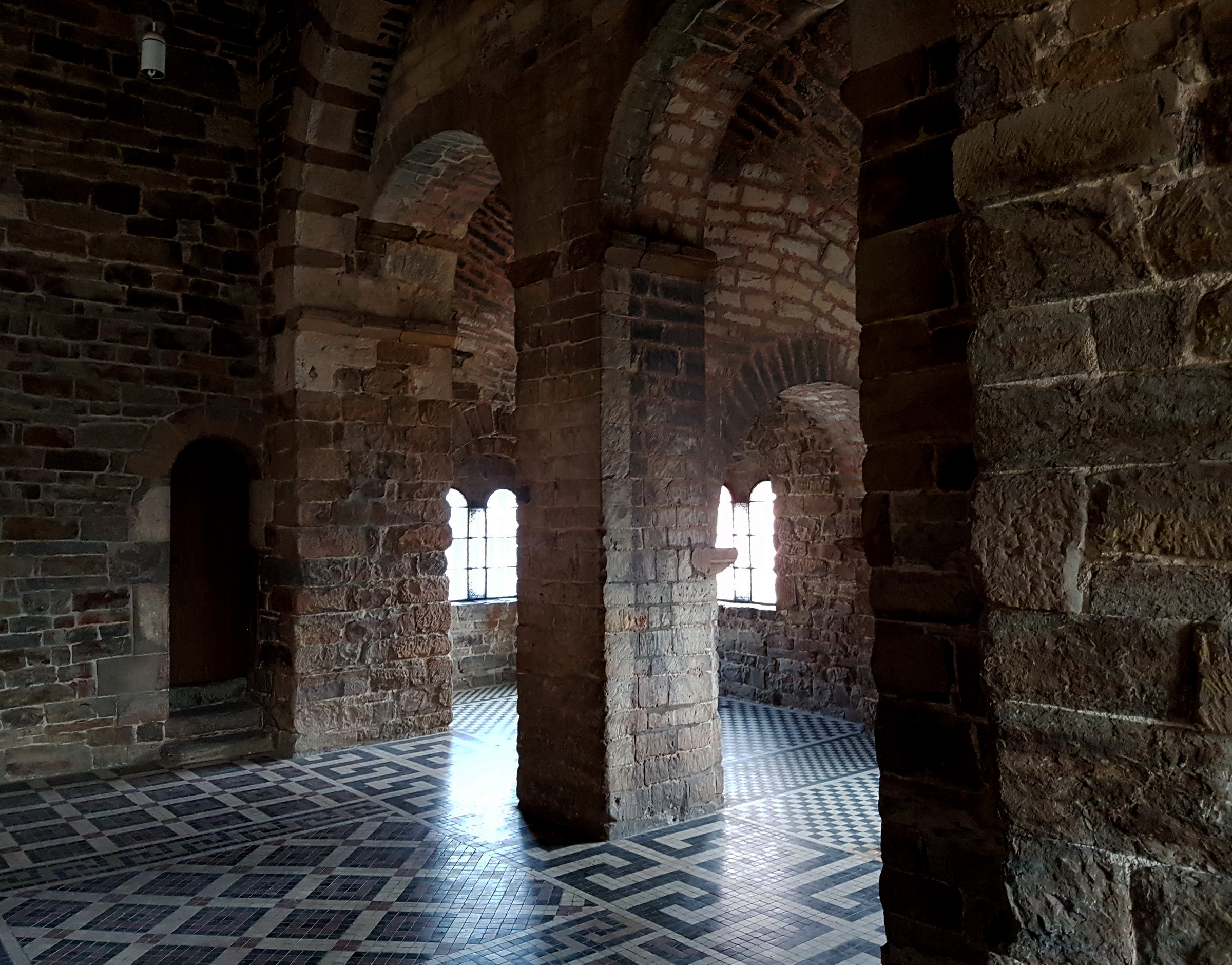
Zuidbeuk en zuidgalerij

#### Galerijen
De negen geschakelde ruimtes rondom de driebeukige centrale zaal vormen de galerijen of corridors. Op de hoeken liggen de trappenhuizen. Deze indeling correspondeert met die van de westwerkgalerijen, die een verdieping lager liggen. Elke ruimte is min of meer vierkant en bezit een tongewelf, dat vanaf de buitenmuur naar binnen toe schuin oploopt; alleen in het middengedeelte aansluitend aan de middenbeuk zijn de tongewelven horizontaal. De westelijke galerij van de Keizerzaal is met vijf traveeën het langst. Hier liggen vijf oculusvensters op rij; boven de middelste oculus bevindt zich in een dakkapel een groot vierpasvenster. De noord- en zuidgalerij bestaan elk uit twee traveeën met in elke travee één of twee tweelichtvensters.

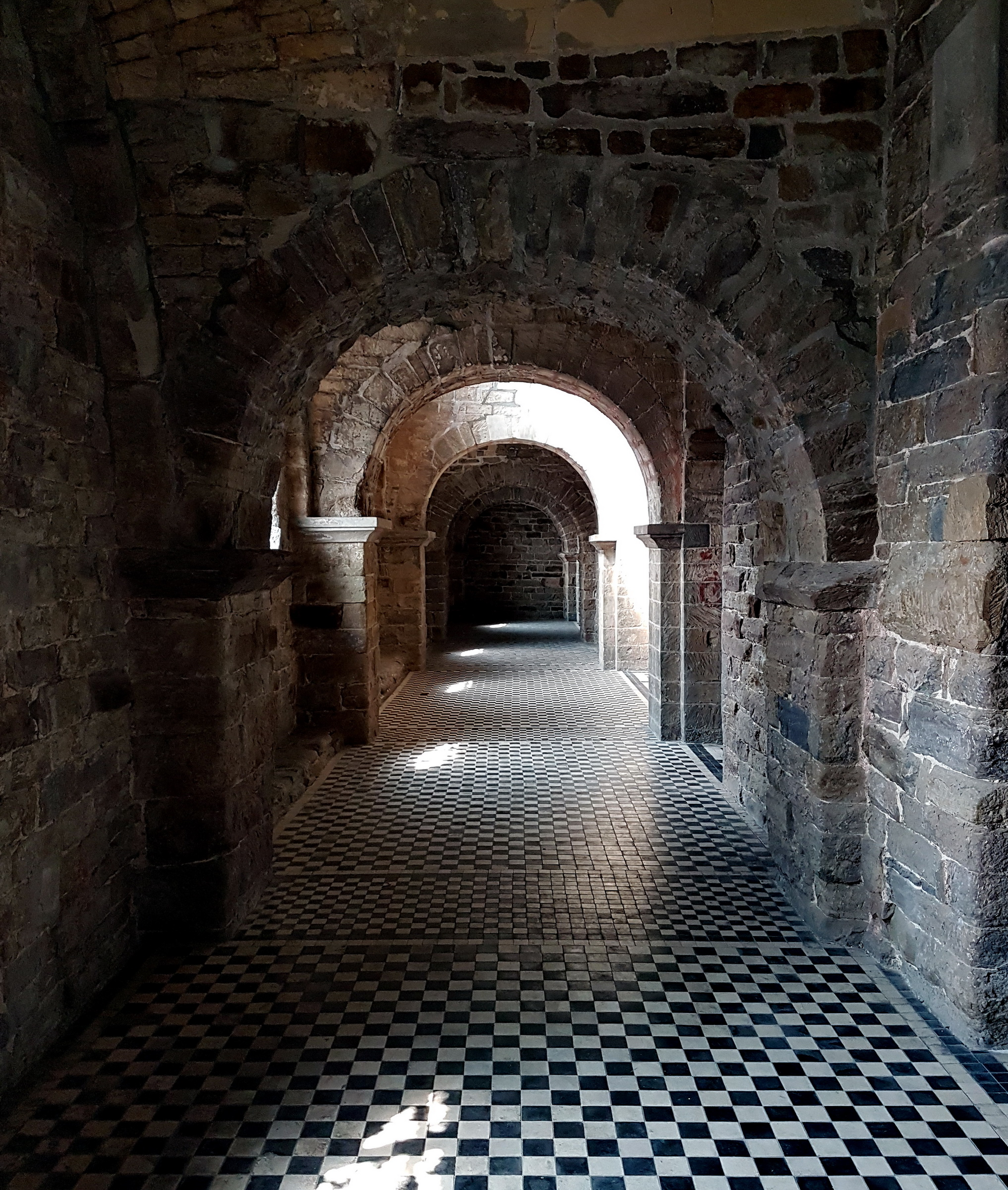
Westelijke galerij
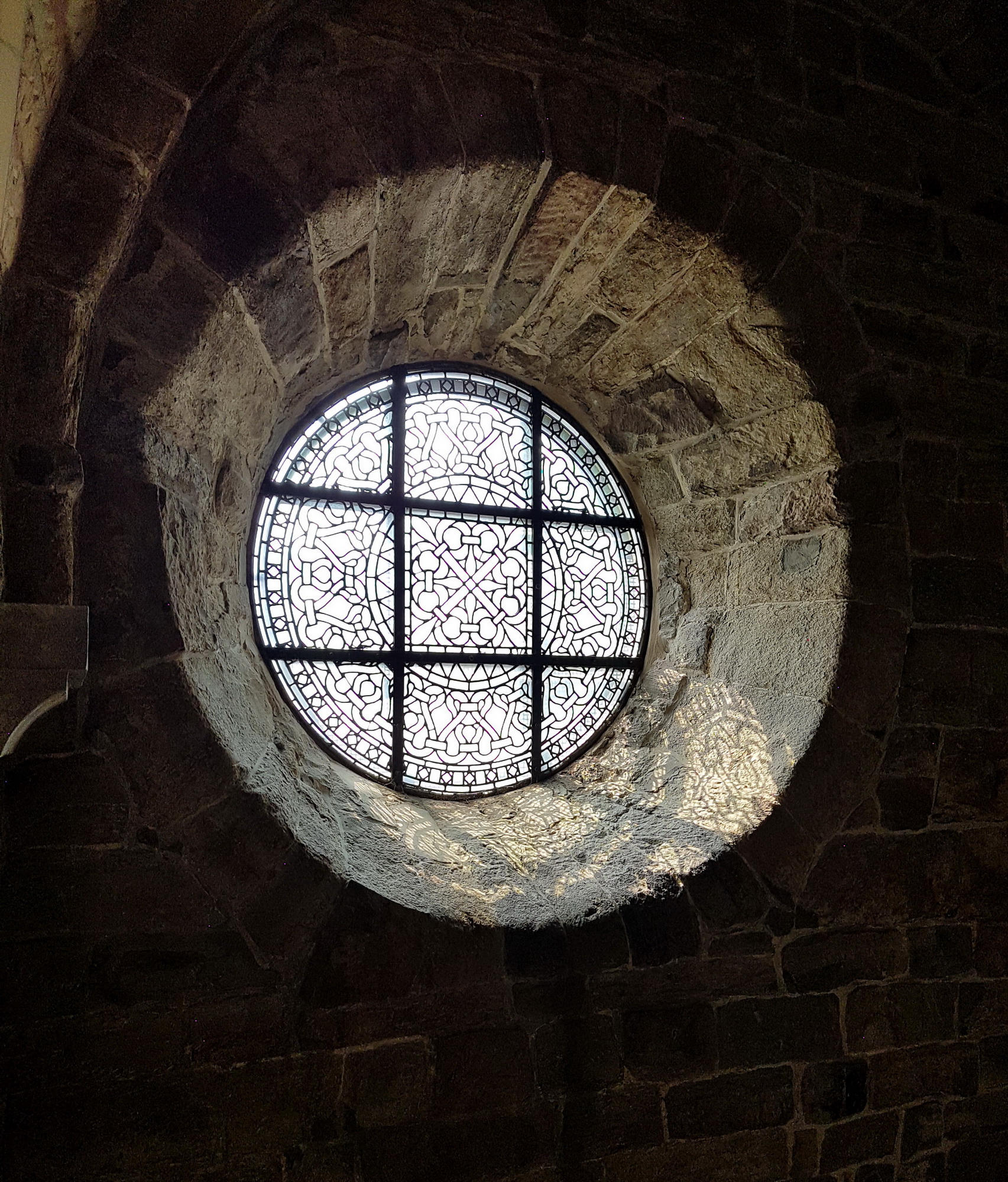
Oculusvenster westgalerij
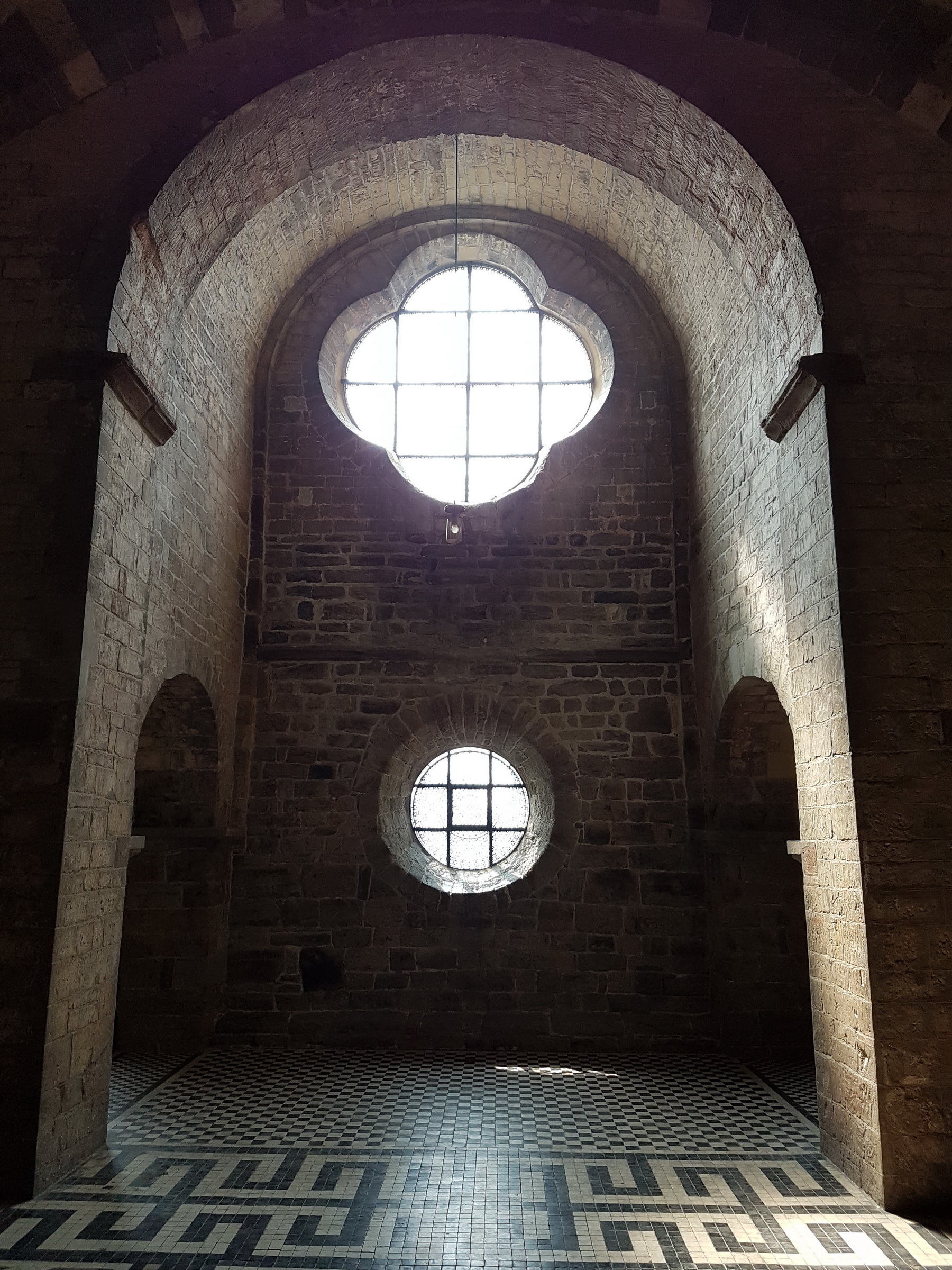
Vierpasvenster westgalerij
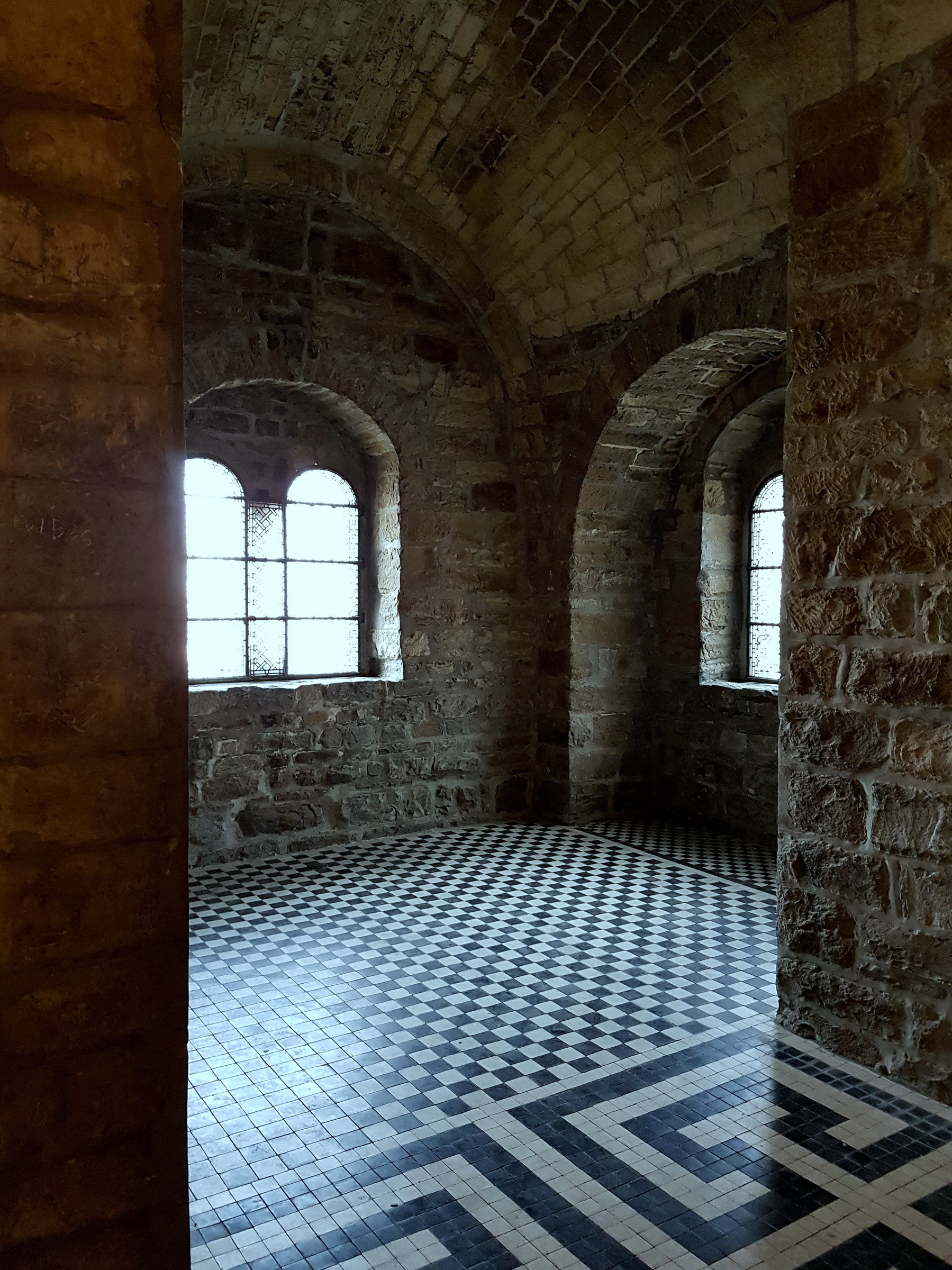
Tweelichtvensters zuidgalerij

## Symbolische betekenis
De oorspronkelijke bestemming van de Keizerzaal is niet bekend. 'Oudere' kunsthistorici als Van Nispen tot Sevenaer en Timmers veronderstelden dat de ruimte dienstdeed als bewaarplaats voor de relieken, zoals dat ook in de Dom van Aken, de Sint-Jacobskerk in Luik en de Sint-Annakerk in Aldeneik het geval was. Dit zou in de Maastrichtse situatie vóór 1340 het geval moeten zijn geweest, want vanaf dat moment diende een ruimte in de Dubbelkapel als schatkamer. De naar het kerkschip gerichte open arcade zou dan gediend kunnen hebben om de relieken te tonen aan het volk beneden in de kerk, zoals dat ook buiten gebeurde vanaf de dwerggalerij aan het Vrijthof. Er bestaan geen historische bronnen die deze theorie ondersteunen. De door sommigen geopperde mogelijkheid van een Sint-Michaëlskapel op deze plaats, sinds de Karolingische tijd het symbool van de keizerlijke overwinning, werd door Timmers verworpen.

Fotomontage van het zicht op de kerk door de (blinde) arcade in de Keizerzaal

Timmers, en na hem vele anderen, hield wel rekening met een representatieve bestemming van de Keizerzaal, in connectie met de keizerlijke belangstelling voor de Sint-Servaaskerk in de elfde en twaalfde eeuw. Behalve de naam van de zaal, die volgens Timmers historische wortels heeft, steunt deze theorie op een aantal architectonische elementen die als "keizerlijk" worden gezien. Daartoe behoren de koepel en de drieboogstelling waarachter het vierpasvenster schuilgaat. Ook de veronderstelde aanwezigheid van een open arcade in de oostwand, waardoor er vanuit de zaal zicht was op kerkschip en priesterkoor, ondersteunt deze theorie. Deze open arcade werd al door Pierre Cuypers vermoed, die de arcade zichtbaar maakte door aan de oostmuur een blinde arcade toe te voegen. De theorie werd overgenomen door de architectuurhistoricus Aart Mekking, die de kerk eind jaren zeventig, begin jaren tachtig met een groep studenten van de Universiteit Utrecht aan een uitgebreid bouwhistorisch onderzoek onderwierp. Een drietal kapitelen van de Keizerzaalarcade zou in de vijftiende eeuw hergebruikt zijn in het schip van de kerk. Een vierde kapiteel bevindt zich in het lapidarium in de oostcrypte van de kerk.
De zaal zou aldus bedoeld kunnen zijn als keizerlijke kapel, een ruimte vanwaaruit de keizer met zijn gevolg de mis kon volgen, vergelijkbaar met de troonloge op de galerijverdieping, die uit dezelfde periode stamt. Kunsthistorica Elizabeth den Hartog is echter van mening dat de keizer tijdens de mis op het priesterkoor zat, dicht bij het liturgisch gebeuren en zichtbaar voor iedereen. Mekking noemt de gebruikswaarde van de zaal omgekeerd evenredig met de symbolische betekenis ervan. Den Hartog ziet wel degelijk een praktisch nut. Zij ziet het westwerk - en dus ook de Keizerzaal - als de ontmoetingsplaats tussen kerk en wereld, de plaats waar overleg tussen geestelijke en wereldlijke machthebbers plaatsvond, waar oorkonden werden ondertekend en ontvangsten werden gehouden. Of deze activiteiten er daadwerkelijk plaatsgevonden hebben, is gezien het onvoltooide karakter van de zaal onwaarschijnlijk.

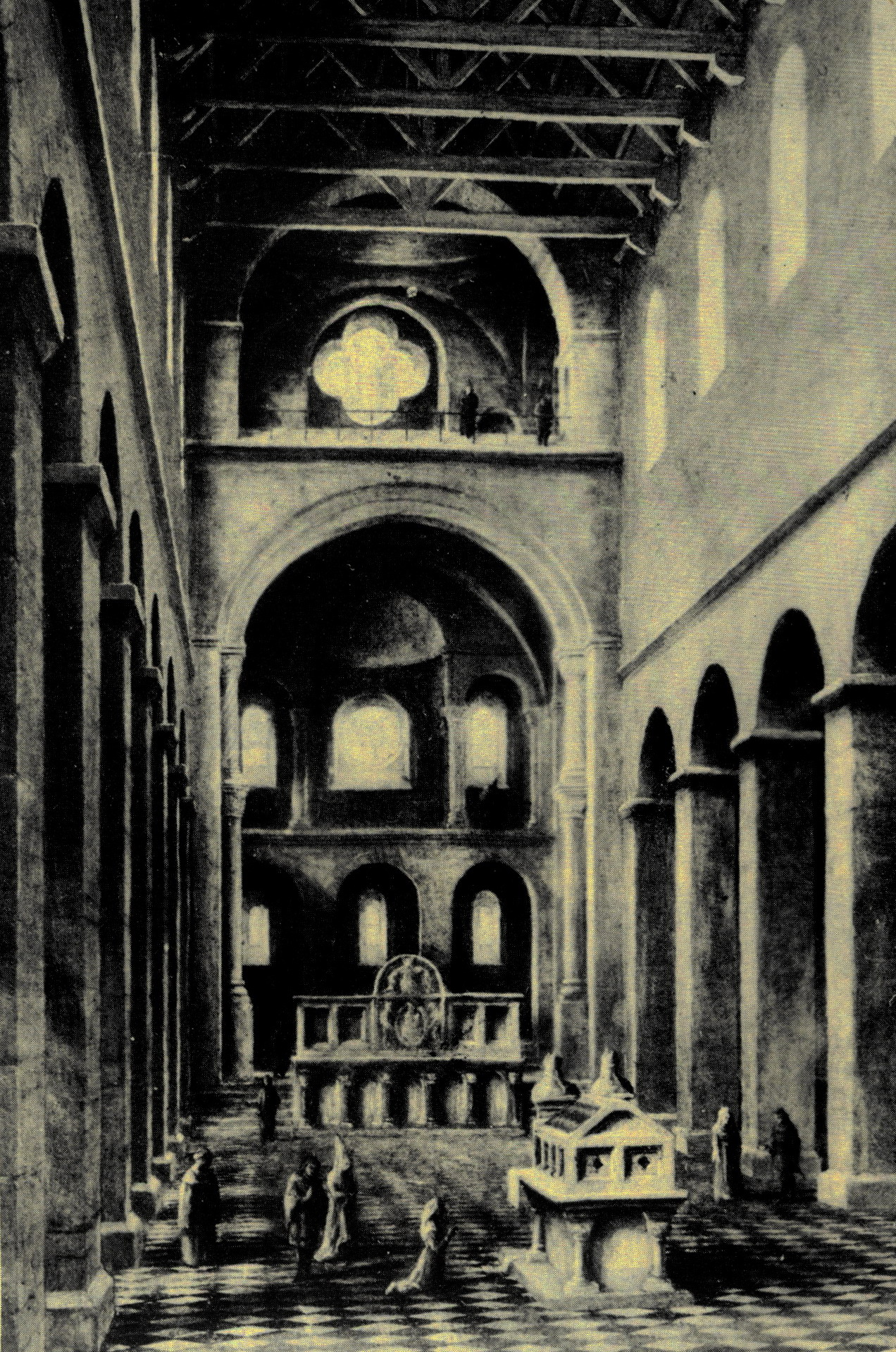
Reconstructie romaanse kerk met open Keizerzaal
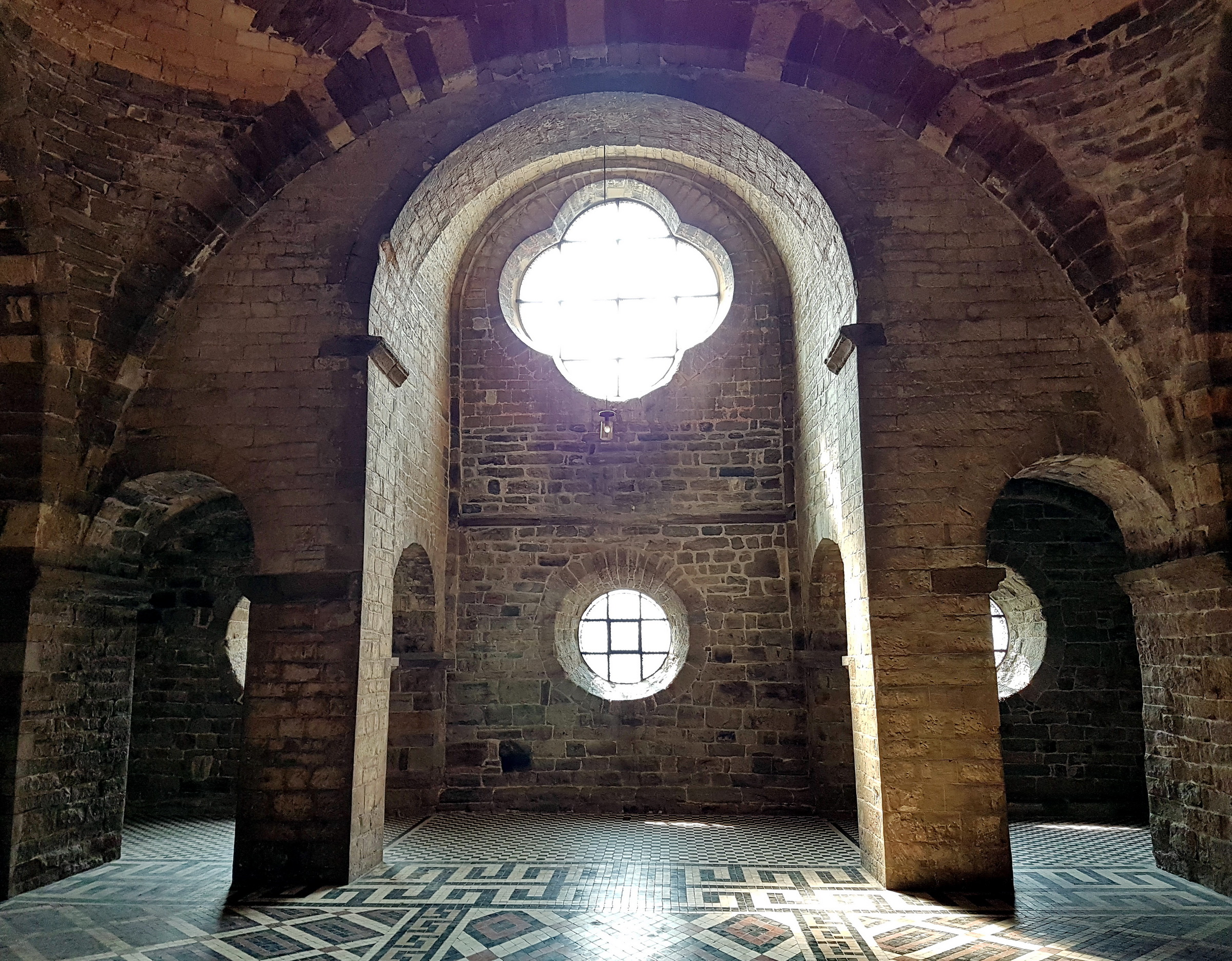
Drieboogstelling en vierpasvenster
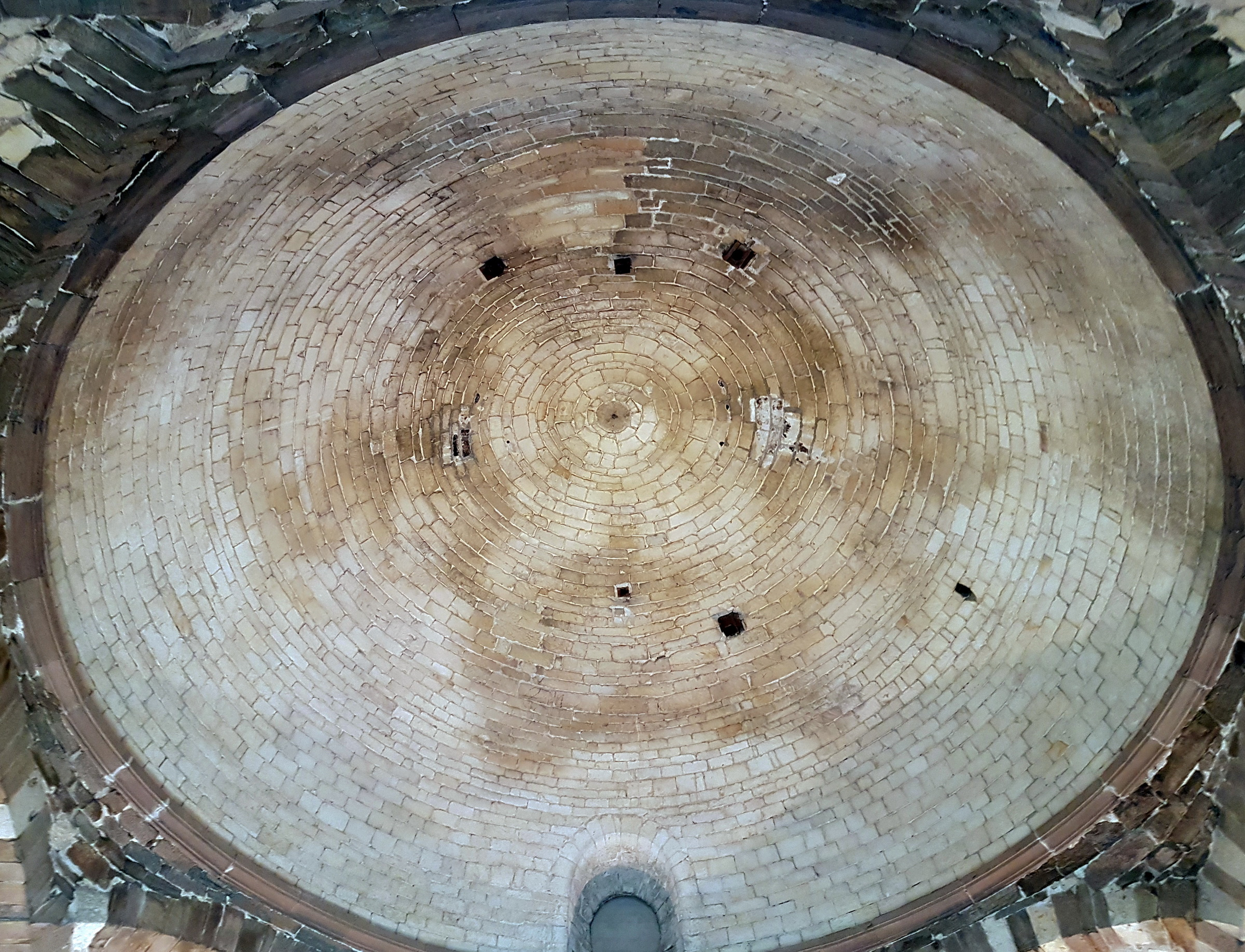
De grote koepel
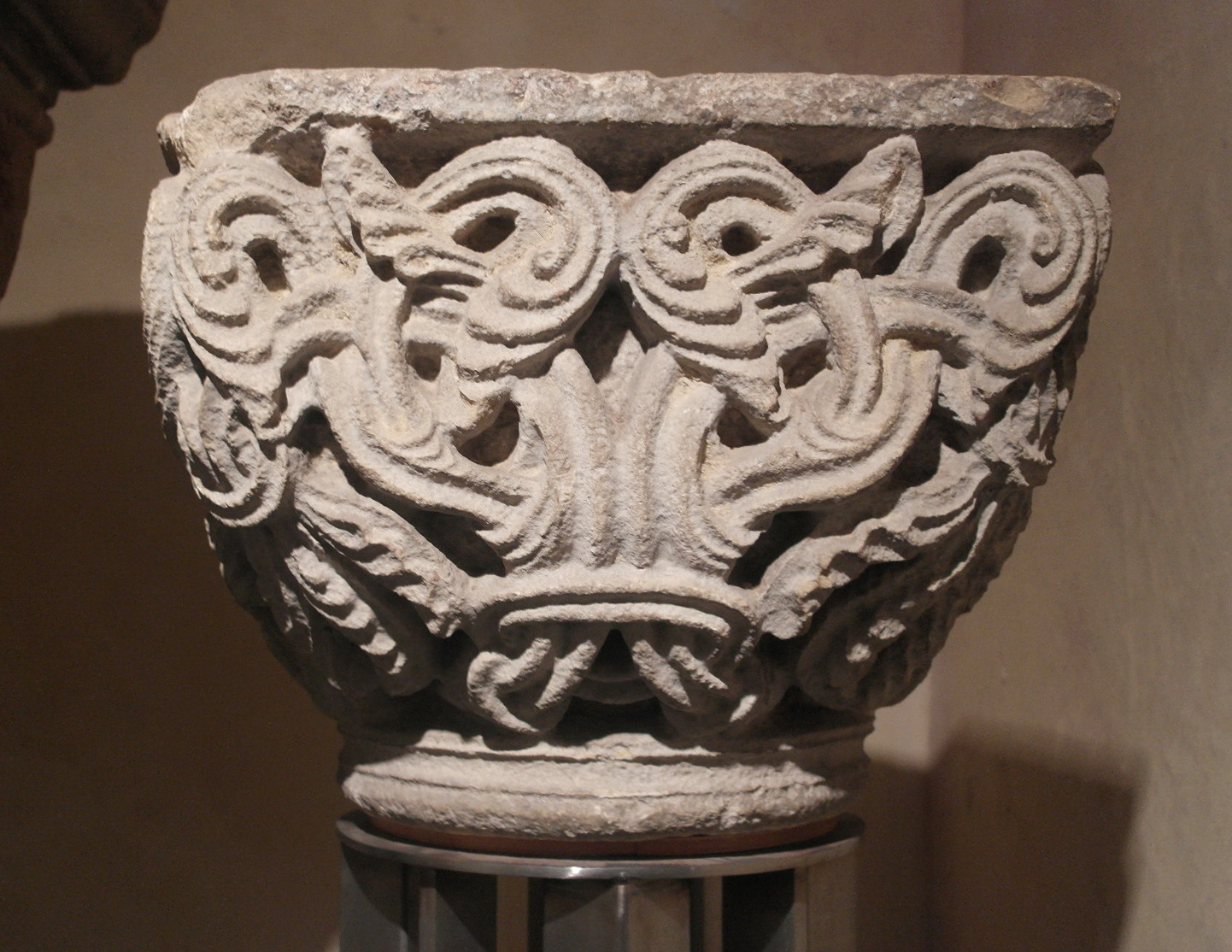
Kapiteel in de oostcrypte, mogelijk van de arcade

## Kunsthistorische betekenis
De Keizerzaal kent weinig parallellen in de romaanse bouwkunst. In Luik worden de nog aanwezige westwerken van de Sint-Bartolomeüskerk en de Sint-Jacobskerk gezien als kopieën van het westwerk van de Sint-Servaas. Hoewel de indeling van met name eerstgenoemd westwerk vrijwel identiek is met het Maastrichtse, is hier geen "hoogzaal" aanwezig. Een dergelijke zaal is wel aanwezig in het westwerk van de Sint-Gertrudiskerk in Nijvel, die evenals de Sint-Servaas rijksonmiddellijk was. De zaal, groter en rijker gedetailleerd dan de Maastrichtse, is verdeeld in drie overkoepelde ruimtes. Van deze zaal is bekend dat er oorkonden werden uitgevaardigd en het is waarschijnlijk dat enkele belangrijke politieke ontmoetingen hier plaatshadden.
Buiten het Maasland zijn parallellen aan te wijzen in de abdijkerken van Fleury en Moissac. Vooral de ligging van de salle haute in laatstgenoemde kerk, op de bovenverdieping van het westwerk, slechts toegankelijk via smalle trappen, lijkt op de Maastrichtse situatie. Mekking ziet daarnaast parallellen met de ceremoniële zalen op de bovenverdiepingen van enkele paltsen uit de Staufische periode, zoals de in de twaalfde eeuw herbouwde keizerpalts van Goslar en de paltsruïnes van Gelnhausen en Kaiserslautern uit dezelfde tijd.

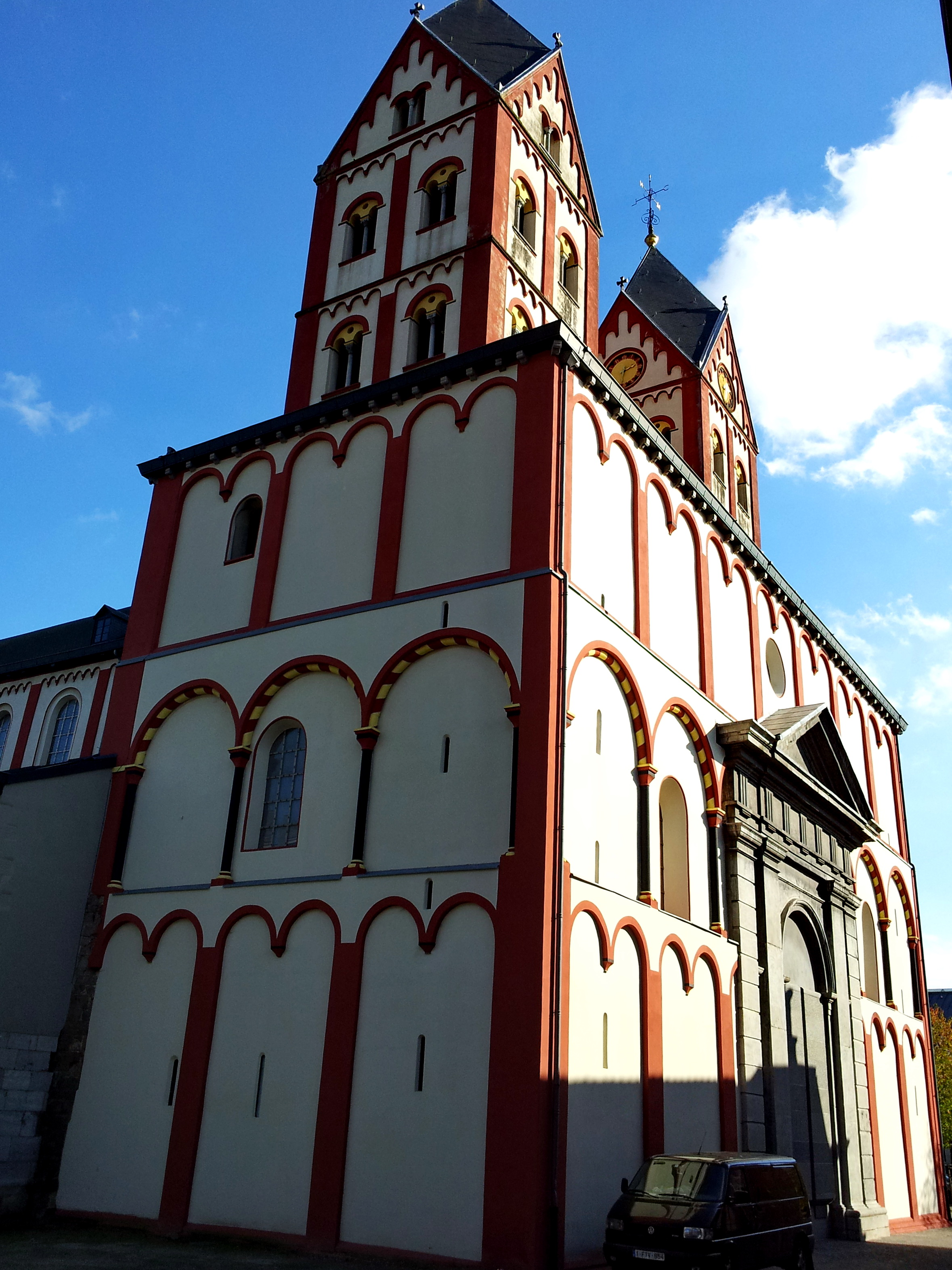
Westwerk St-Bartolomeüskerk, Luik
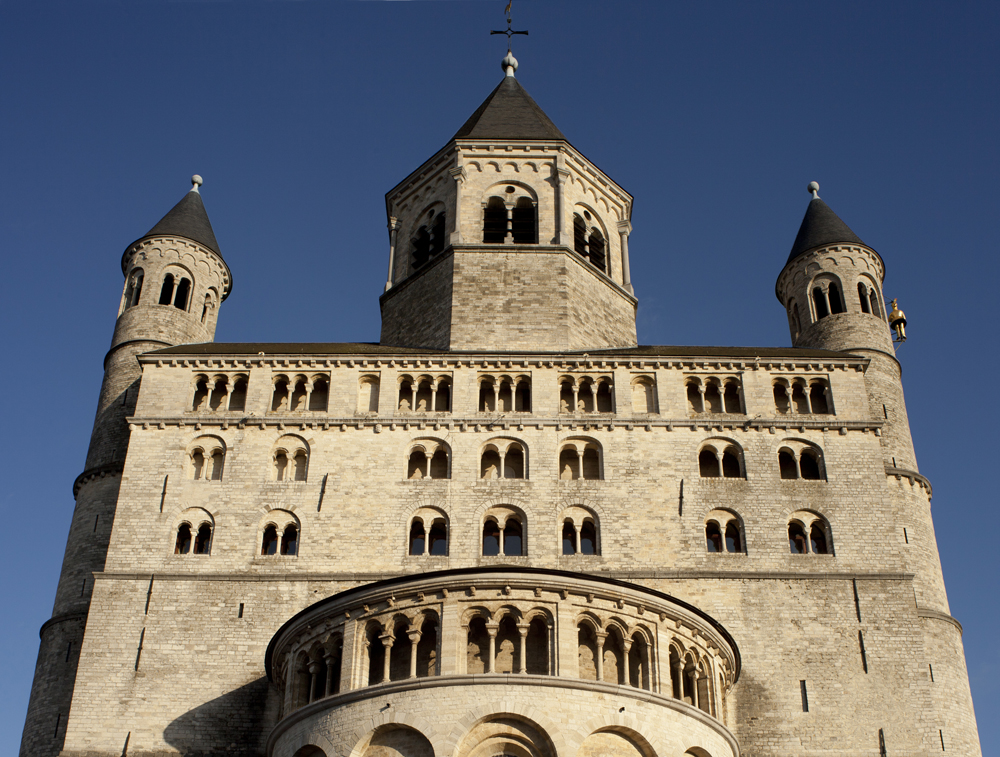
Westwerk St-Gertrudiskerk, Nijvel
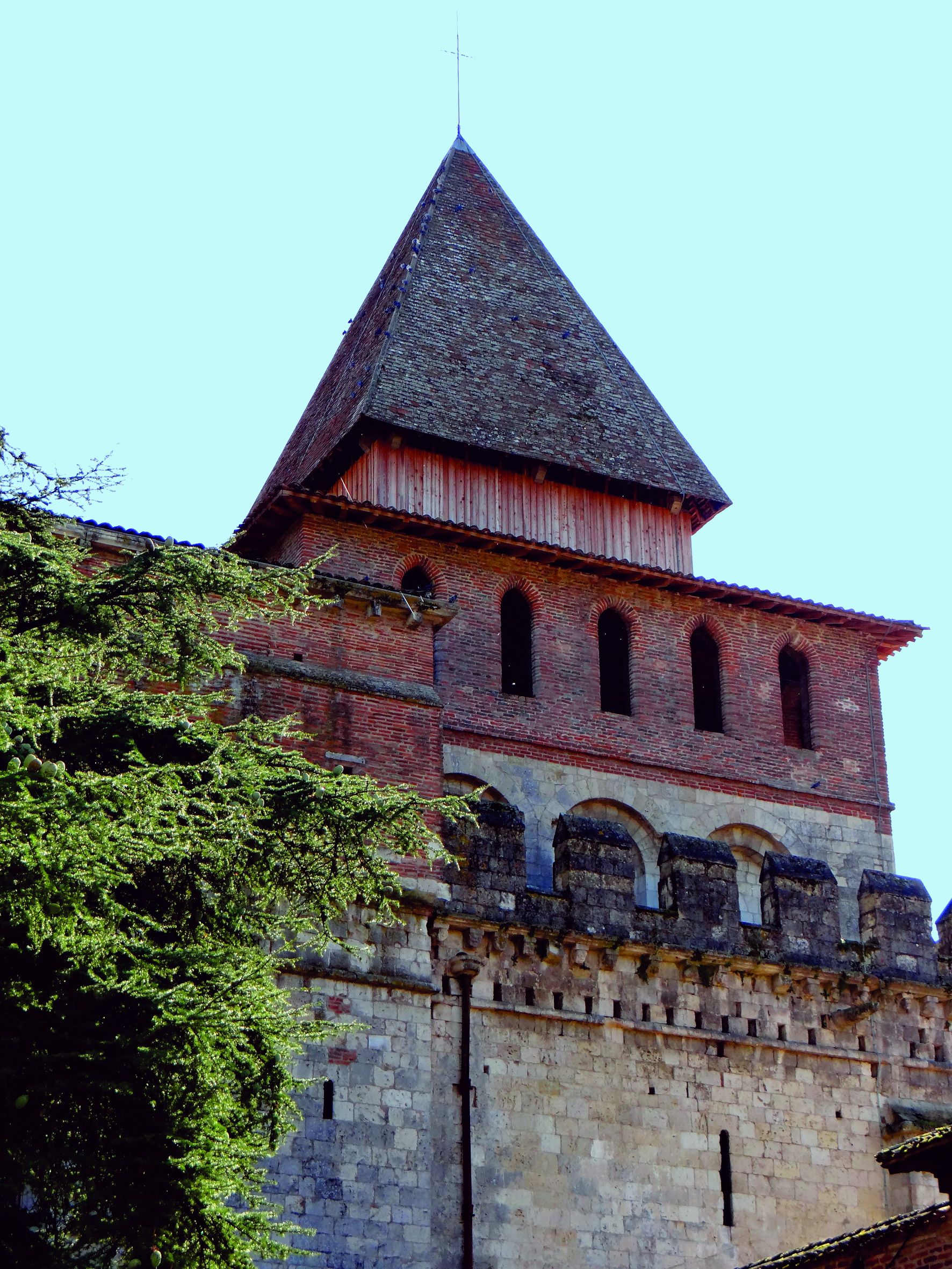
Westwerk abdijkerk, Moissac
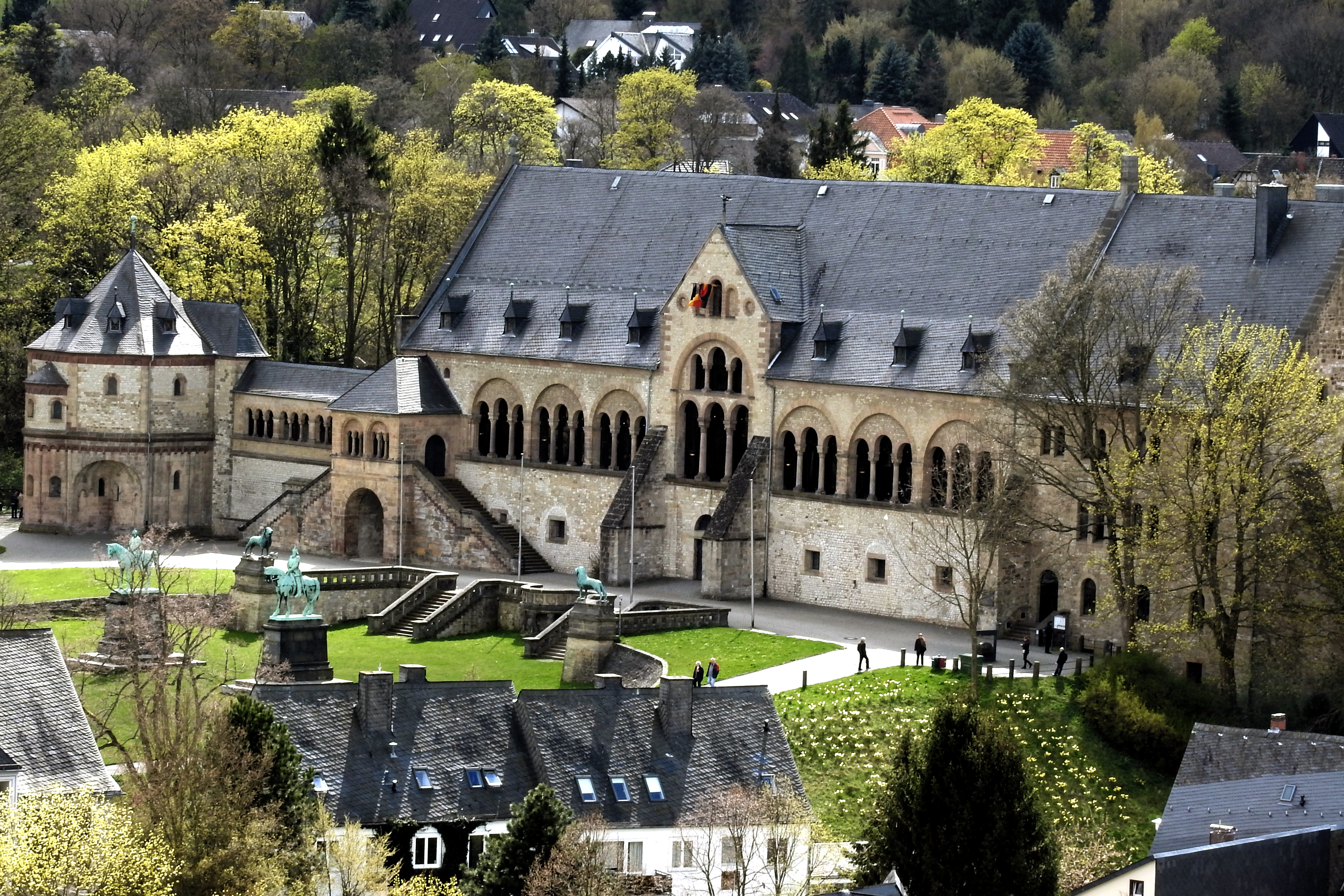
Keizerpalts Goslar met Kaisersaal op de verdieping